# Costa de Oregón
La costa de Oregón es una región costera del estado estadounidense de Oregón. Limita con el Océano Pacífico al oeste y con la Cordillera Costera de Oregón al este. Se extiende aproximadamente 362 millas (582,6 km) desde la frontera norte del estado de California en el sur hasta el delta del río Columbia en el extremo norte. La región no es una entidad geológica, ambiental o política específica aunque incluye zonas protegidas como el estuario del río Columbia.
La Ley de Playas de Oregón de 1967 permite el acceso gratuito a la playa. A cambio de una zona peatonal y restricciones en construcción, el proyecto de ley elimina los impuestos a la propiedad sobre terrenos de playa privados y permite a sus propietarios conservar ciertos derechos sobre sus terrenos.
Tradicionalmente, la costa de Oregón es dividida en tres subregiones distintas: 
- La Costa Norte, la cual se extiende desde el río Columbia hasta el faro Cascade Head.
- La Costa Central, que se extiende desde el faro Cascade Head hasta la ciudad de Reedsport.
- La Costa Sur, que se extiende desde Reedsport hasta la frontera entre Oregón y California.[3]

La ciudad más grande a lo largo de la costa de Oregón es Coos Bay, con una población de 16.700, ubicado en el condado de Coos en extremo sur del estado. La ruta estadounidense 101 es la carretera principal entre Brookings al sur y a Astoria al norte y es reconocida por sus vistas panorámicas del Océano Pacífico hacia el oeste y las sierras costeñas al este. Más de 80 parques estatales y áreas de recreación se ubican sobre la costa de Oregón. Sin embargo, sólo unas pocas carreteras cruzan la Cordillera Costera hacia el interior: US 30, US 26, OR 6, OR 22, US 20, OR 18, OR 34, OR 126, OR 38 y OR 42. La via OR 18 y la US 20 se consideran entre las carreteras más peligrosas del estado.
La costa de Oregón incluye el condado de Clatsop, el condado de Tillamook, condado de Lincoln, el extremo oeste del condado de Lane, el punto oeste del condado de Douglas, el condado de Coos y el condado de Curry.

## Geografía

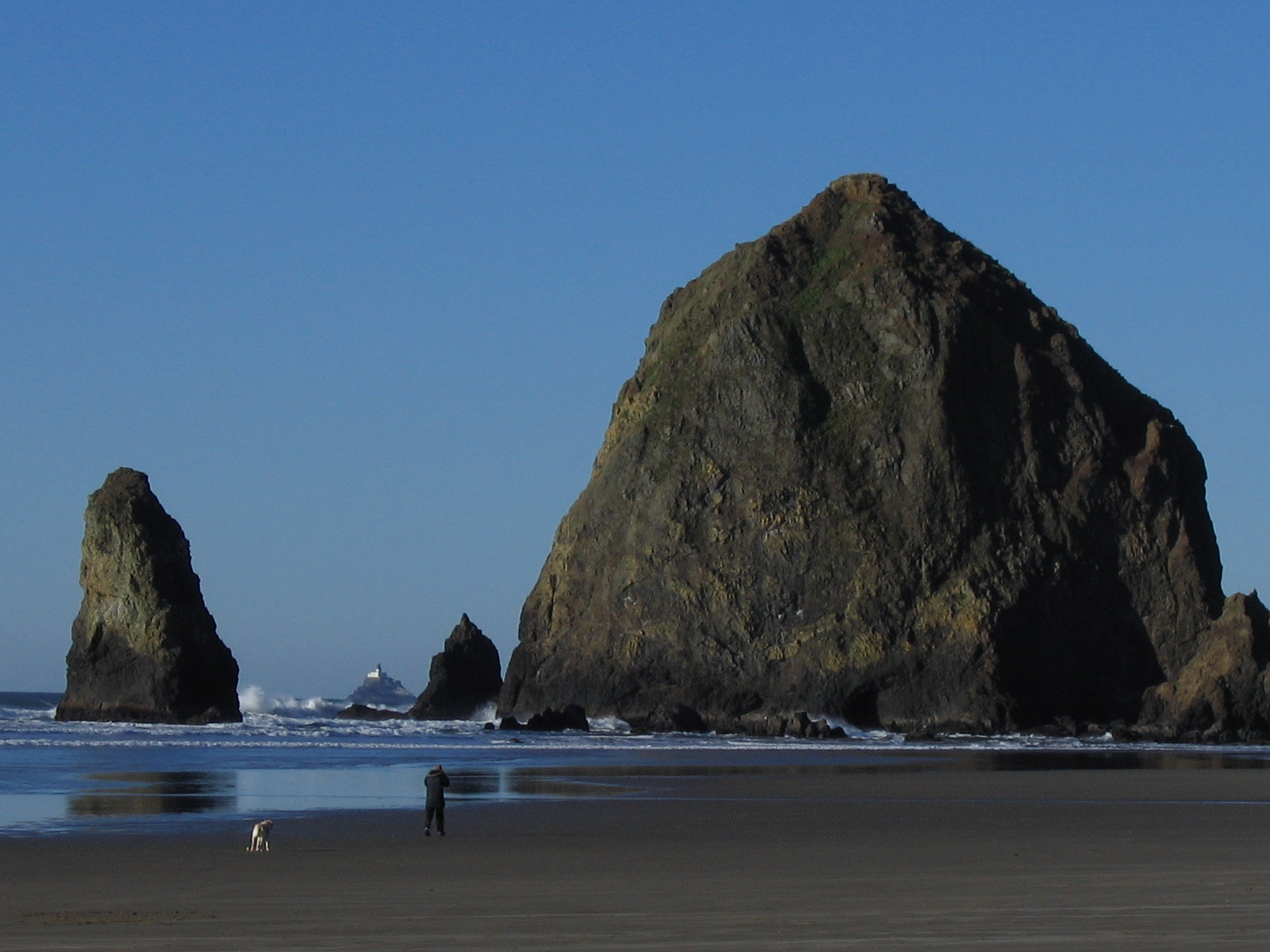
Haystack Rock, una Pila de mar de 235 pies (72 m) en Cannon Beach, Oregón

La costa de Oregón se divide en tres regiones diferentes según sus formaciones geológicas: la Costa Norte, la Costa Central y la Costa Sur. A lo largo de su extensión aparecen tres formas de relieve principales: acantilados marinos, playas y farallones. Las pequeñas variaciones en el territorio, el tamaño de las ciudades y las diferencias socioeconómicas entre las regiones Norte y Central hacen que la división entre ellas se haga principalmente siguiendo líneas geológicas.

### Costa Norte
La Costa Norte de Oregón, se extiende desde el río Columbia hasta el faro Cascade Head. Posee los tramos más largos de playa ininterrumpida (debido a los depósitos de limo arrastrados hacia el sur desde el río Columbia), una mayor concentración de zonas de tala,[cita requerida] y bahías más grandes pero en menor número, rodeadas de bancos de arena. Astoria sirve como base de operaciones para los barcos que entran y salen del río Columbia, debido a la peligrosa Columbia Bar. Los barcos que deseen realizar la travesía necesitan la ayuda de pilotos de barra especialmente entrenados para el delta. A lo largo de la costa se encuentran las ciudades de Seaside, Cannon Beach y Tillamook. Seaside y Cannon Beach se encuentran directamente en la playa del Océano Pacífico, mientras que Tillamook se encuentra tierra adentro a lo largo de la Bahía de Tillamook. Debido a las tierras bajas que existen en esta región de la costa, las inundaciones son un problema anual, especialmente en el invierno, cuando las tormentas arriban desde el Pacífico Norte. Tillamook se ve particularmente afectada por estas inundaciones anuales debido a su ubicación en una notoria llanura aluvial. En esta región, los acantilados de arenisca aparecen de forma bastante esporádica. Esto se debe a tasas de elevación relativamente lentas, así como a un arrastre de sedimentos bastante constante por el río Columbia. La futura elevación de la subducción de la placa de Juan de Fuca eventualmente creará acantilados de arenisca similares a los que se encuentran más al sur y al norte. La costa norte de Oregón también forma parte del Cementerio del Pacífico.
El clima en la Costa Norte es moderado. La temperatura mínima promedio en el invierno es de poco menos de 40 grados Fahrenheit (4,4 °C), mientras que la temperatura máxima está justo por encima de 50 grados Fahrenheit (10,0 °C). La temperatura máxima promedio alcanza su pico a principios de septiembre con 70 grados Fahrenheit (21,1 °C). La mayor parte de las lluvias se producen entre noviembre y diciembre, con un promedio de más de 11 pulgadas (27,9 cm) cada mes. Los meses de Julio y agosto son los más secos, con un promedio de menos de 2 pulgadas (5,1 cm) de lluvia por mes. La mayoría de los días a lo largo de la costa se ven nublados o parcialmente nublados durante todo el año. El verano es el momento con más sol, con aproximadamente la mitad de los días soleados o parcialmente nublados.

### Costa central

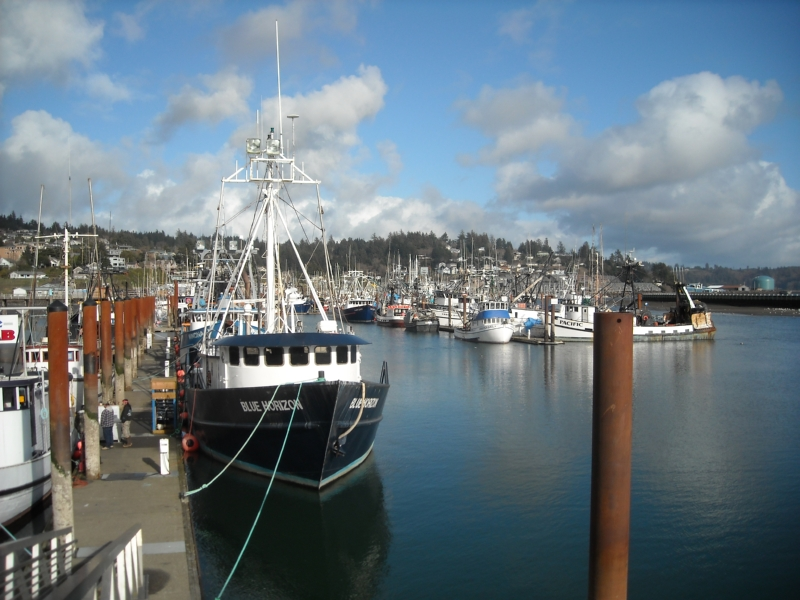
Puerto en la bahía de Yaquina, Newport, Oregón

La Costa Central, se extiende desde el faro Cascade Head hasta la ciudad de Reedsport. Aunque es similar en muchos aspectos a la Costa Norte, posee menos playas de arena, más acantilados y terrazas marinas y una mayor cantidad de bahías. En esta región existen varias áreas urbanas de pequeña densidad. Entre ellas se encuentran las ciudades de Lincoln City, Depoe Bay, Newport, Waldport y Yachats. Debido a que las tierras utilizables de la región están compresas entre las montañas y el océano, la mayoría de las áreas urbanas son relativamente pequeñas,[cita requerida] pero aún son más grandes que los de la región de la Costa Sur. La zona más meridional de la costa central es la zona intermedia entre esta región y la región más montañosa de la costa sur. Los acantilados de arenisca expuestos también son comunes a lo largo de las playas y la carretera. Las areniscas locales de la Costa Central se elevaron durante la Era Neógena. Las capas superiores de arenisca expuesta suelen tener distintos tonos de naranja, suelen ser bastante blandas al tacto, suelen ser muy frágiles y se erosionan con relativa facilidad. Las capas inferiores en esta región se ven expuestas, aunque menos frecuentes, y revelan depósitos de arenisca más dura. A diferencia de las capas superiores, suelen ser de color marrón grisáceo y duras en comparación. Esta arenisca inferior a menudo se rompe en trozos grandes y cuadrados hacia los acantilados.
El clima en la costa central es similar al de la costa norte excepto que la frecuencia de días soleados o parcialmente nublados es mayor en el verano, acercándose al 75%.

### Costa Sur

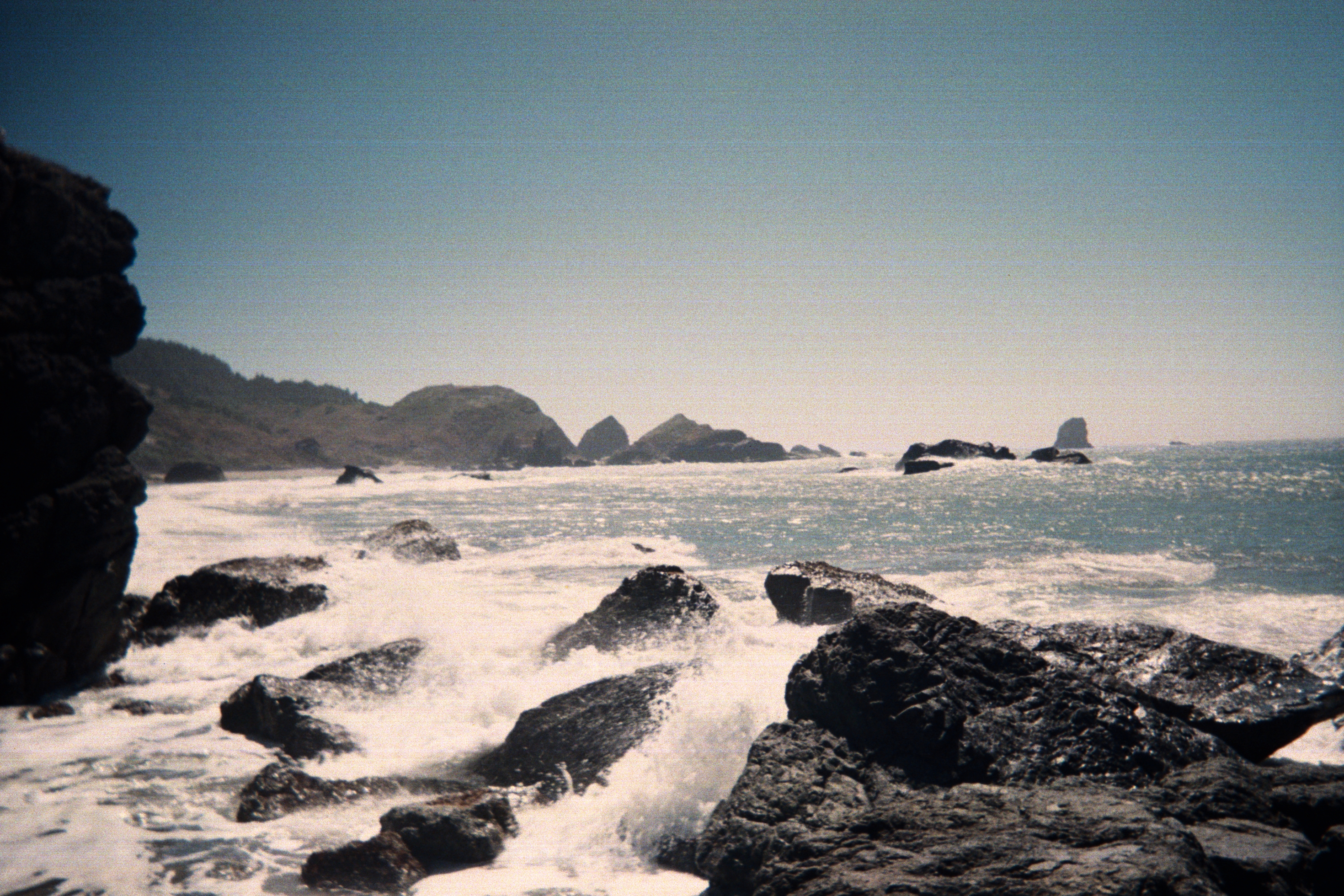
Olas rompiendo contra las rocas en la Costa Sur

La región de la Costa Sur se extiende desde la ciudad de Reedsport hasta la frontera norte de California. Se distingue de las regiones de la Costa Norte y Central por su naturaleza montañosa, causada por la elevación tectónica y la acreción del terreno en tiempos antiguos. Gran parte de la costa de esta región está formada por acantilados marinos y kilómetros de playas. Entre el paisaje de la región existen las Dunas de Oregón. Hay siete ciudades incorporadas en la costa sur: Reedsport, North Bend, Coos Bay, Bandon, Port Orford, Gold Beach y Brookings. Cabo Blanco, que tiene aproximadamente 6,4 millas (10,3 km) al norte de Port Orford, es el punto más occidental de Oregón. Cabo Blanco se extiende más al oeste que cualquier otro punto de tierra en los Estados Unidos contiguos (48 estados inferiores), excepto Cabo Alava, en Washington. Aunque las formas del relieve de la región son relativamente consistentes, la Costa Sur muestra un cambio en su ecología. Es en esta región donde los bosques de cedro rojo occidental y de abeto de Sitka dan paso a los bosques más meridionales de secuoya roja, cedro de Port Orford y abeto de Douglas, que también incluyen la extensión norte de los árboles de mirto de Oregón (también conocido como laurel de California).
El clima en la costa sur es muy similar al de las costas norte y central, excepto que la frecuencia de días soleados o parcialmente nublados es mayor en el verano, acercándose a un 90%.

## Comunidades

### Ciudades
| - Astoria - Bandón - Bay City - Brookings - Cannon Beach | - Bahía de Coos - Coquille - Bahía Depoe - Florence - Garibaldi | - Engranaje Hart - Gold Beach - Ciudad de Lincoln - Manzanita - Nehalem | - Newport - Bend del norte - Puerto Orford - Reedsport - Rockaway Beach | - Seaside - Tillamook - Puerto Waldport - Warrenton - Wheeler - Yachats |

### Lugares designados por el censo y comunidades no incorporadas
| - Agate Beach - Arch Cape - Barview - Barview (Tillamook County) - Bayside Gardens - Beverly Beach - Brighton - Brownsmead - Cape Meares | - Carpenterville - Charleston - Cooston - Gardiner - Glasgow - Gleneden Beach - Harbor - Heceta Beach - Hobsonville | - Hunter Creek - Idaville - Jeffers Gardens - Kernville - Knappa - Langlois - Lincoln Beach - Manhattan Beach - Miles Crossing | - Mohler - Navy Heights - Neahkahnie Beach - Nedonna Beach - Nesika Beach - Neskowin - Netarts - Ocean Park - Oceanside | - Ophir - Oretown - Otter Rock - Pacific City - Pistol River - Sandlake - Seal Rock - Searose Beach | - South Beach - Sunset Beach - Surf Pines - Svensen - Tierra Del Mar - Cannon Beach - Wedderburn - Winchester Bay - Yaquina |

### Antiguas comunidades
| - Bahía océano - Ciudad Cutler - Del lago - Lado este | - Imperio - Flavel - Fuerte Stevens - Frankport | - Hammond - Lexington - Nelscott - Lago oceánico | - Los caminos terminan - Saltarín - Taft - Playa Wecoma |

## Ecología

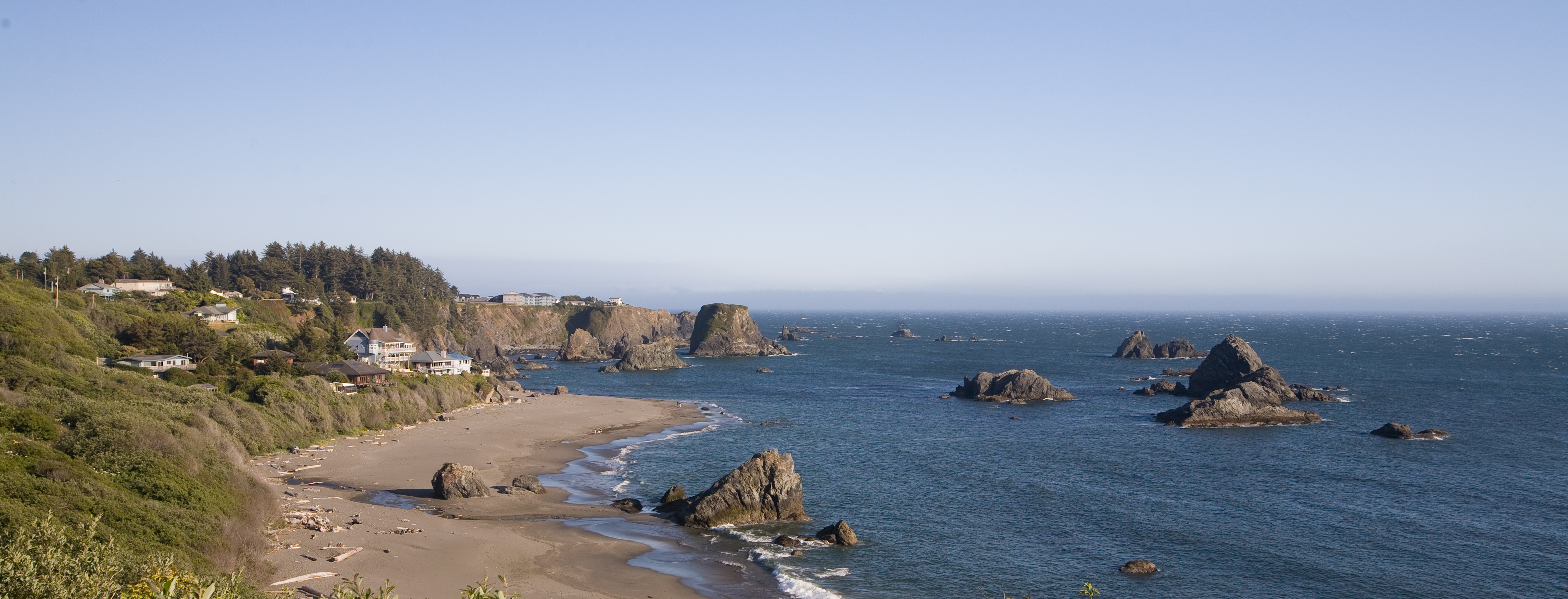
Punta Chetco, Brookings, Oregón

La complejidad física de la costa de Oregón permite encontrar muchas especies diferentes de plantas y animales en la región, tanto terrestres como marinas. Sin embargo, la interacción humana en el pasado ha provocado una disminución de varias especies de animales a lo largo de la costa, incluyendo la nutria marina. Las estrictas regulaciones, así como la ayuda humana moderna, han provocado el regreso de algunas de estas especies en los últimos años.
La costa de Oregón es la ubicación del Complejo Nacional de Refugios de Vida Silvestre de la Costa de Oregón, que consta de seis refugios de vida silvestre, que cubren 371 acres (1,5 km²), repartidos en unas 320 millas (515 km).

### Tierra

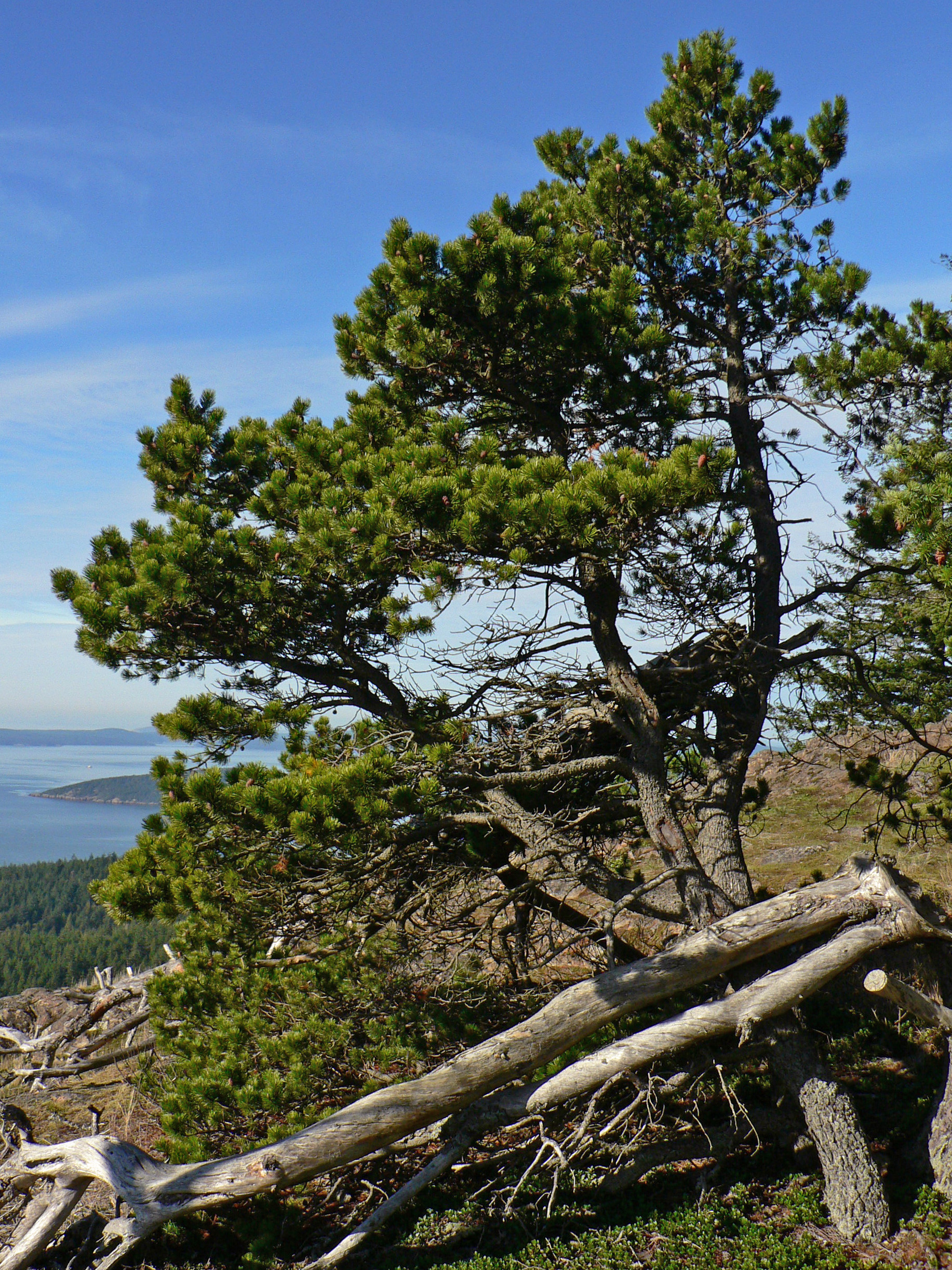
Pino de orilla, (P. contorta subsp. contorta)

Debido a varios factores, incluido el clima y el terreno circundante, existe una gran variedad de plantas dentro de la región costera. En algunas zonas los árboles grandes son poco frecuentes. Se debe a que las tormentas invernales y el suelo inestable limitan la altura de crecimiento de muchas especies. El pino contorta (Pinus contorta subsp.contorta) es común en estas zonas. Sin embargo, se pueden encontrar varias especies de abeto, pino y cedro, incluidas algunas especies endémicas, como el cedro de Port Orford (Chamaecyparis lawsoniana). Debido a esto, la tala de árboles ha sido históricamente un negocio viable para la región. En la región de la Costa Norte, cerca de Astoria, y en el condado de Lincoln, grandes extensiones de tierra son usados como bosques de segunda y tercera generación, que han sido talados y replantados en el pasado.
Debido a la sal que los constantes vientos terrestres transportan hacia el interior del continente, sólo las variedades más resistentes de plantas pequeñas pueden prosperar a orillas de la costa. La fresa costera y la hierba plateada del Pacífico son comunes a lo largo de la costa debido a sus ventajas reproductivas y su tolerancia a la sal.
Como ocurre en muchas regiones boscosas del oeste de Estados Unidos y Canadá, en los bosques de la región costera se pueden encontrar muchas especies de animales. Los más comunes son el alce de Roosevelt y el venado de cola negra, así como linces y pumas norteamericanos. Las cuatro especies, aunque comunes ahora, eran poco comunes en el pasado, habiéndose desplazado más intensamente a la región con el comienzo de la tala de madera. Asimismo, también se pueden encontrar especies animales más pequeños, entre las que se incluyen nutrias y zarigüeyas de Virginia, así como el topo de Townsend, que habita muchas zonas bajas y llanuras aluviales.

### Vida marina

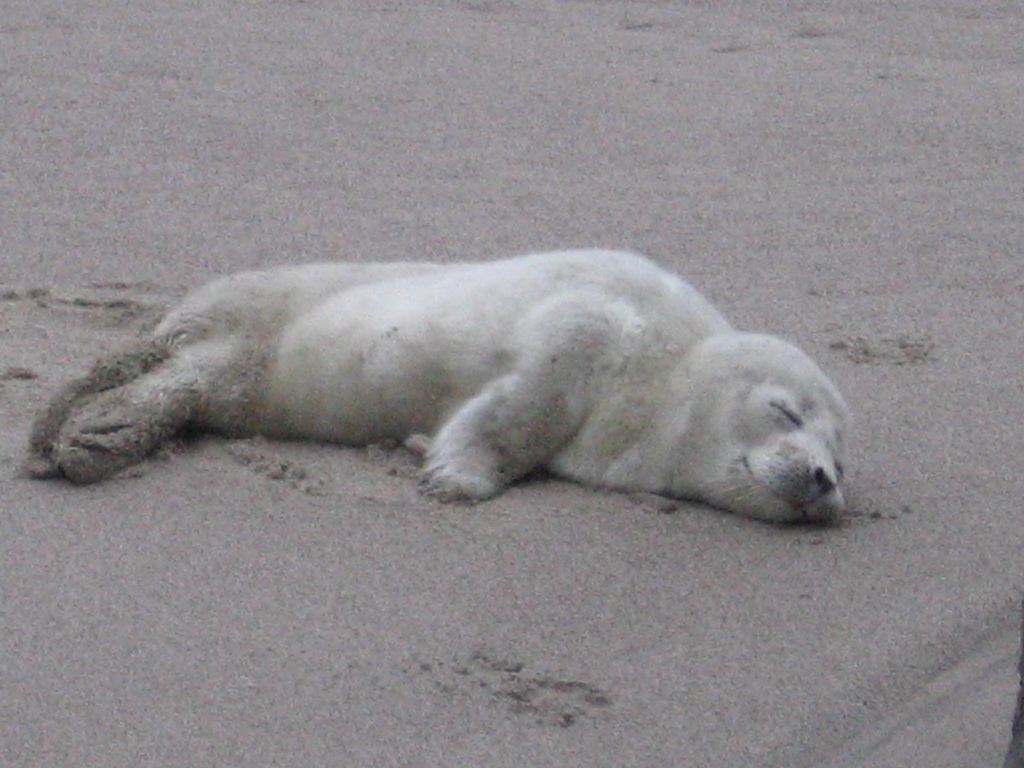
Cría de foca común durmiendo en una playa cerca de Lincoln City

La ecología marina de la costa de Oregón es una de las más diversas del planeta. Más de 29 especies de mamíferos marinos viven en la costa de Oregón, incluidas varias especies de focas, como el león marino de Steller, la foca común, así como el elefante marino del norte, menos frecuentes, y el león marino de California. Las cuevas de los leones marinos cerca de Florence y la bahía de Newport son los mejores lugares para ver leones marinos de Steller y focas del puerto. A veces se pueden ver crías de foca descansando en playas de arena. A menudo se colocan carteles en las playas advirtiendo de ello, ya que la ley prohíbe perturbarlas. Antiguamente en la costa se podían encontrar poblaciones de nutria marina. Sin embargo, los cazadores de pieles han acabado con las poblaciones de Oregón. Antes del avistamiento en febrero de 2009 en Depoe Bay, no se habían avistado nutrias marinas en más de 103 años. Ocasionalmente, grandes calamares de Humboldt aparecen en las playas después de seguir corrientes cálidas que se disipan y dejan que el calamar muera de hipotermia.
Se pueden observar varias especies de ballenas en las aguas cercanas a la costa, especialmente durante la migración a finales de diciembre y finales de marzo, como la ballena gris, la orca y la ballena jorobada. Las marsopas comunes también son relativamente comunes.Debido a esto, el avistamiento de ballenas es una atracción turística común a lo largo de la costa. Los barcos turísticos a menudo llevan pasajeros en excursiones de avistamiento de ballenas. A veces ocurre que los cadáveres de ballenas aparecen varados en las costas de Oregón. En uno de esos varamientos, ocurrido cerca de Florencia en noviembre de 1970, se hizo una explosión con dinamita. Este se ha convertido en el conocido incidente de la ballena explosiva.

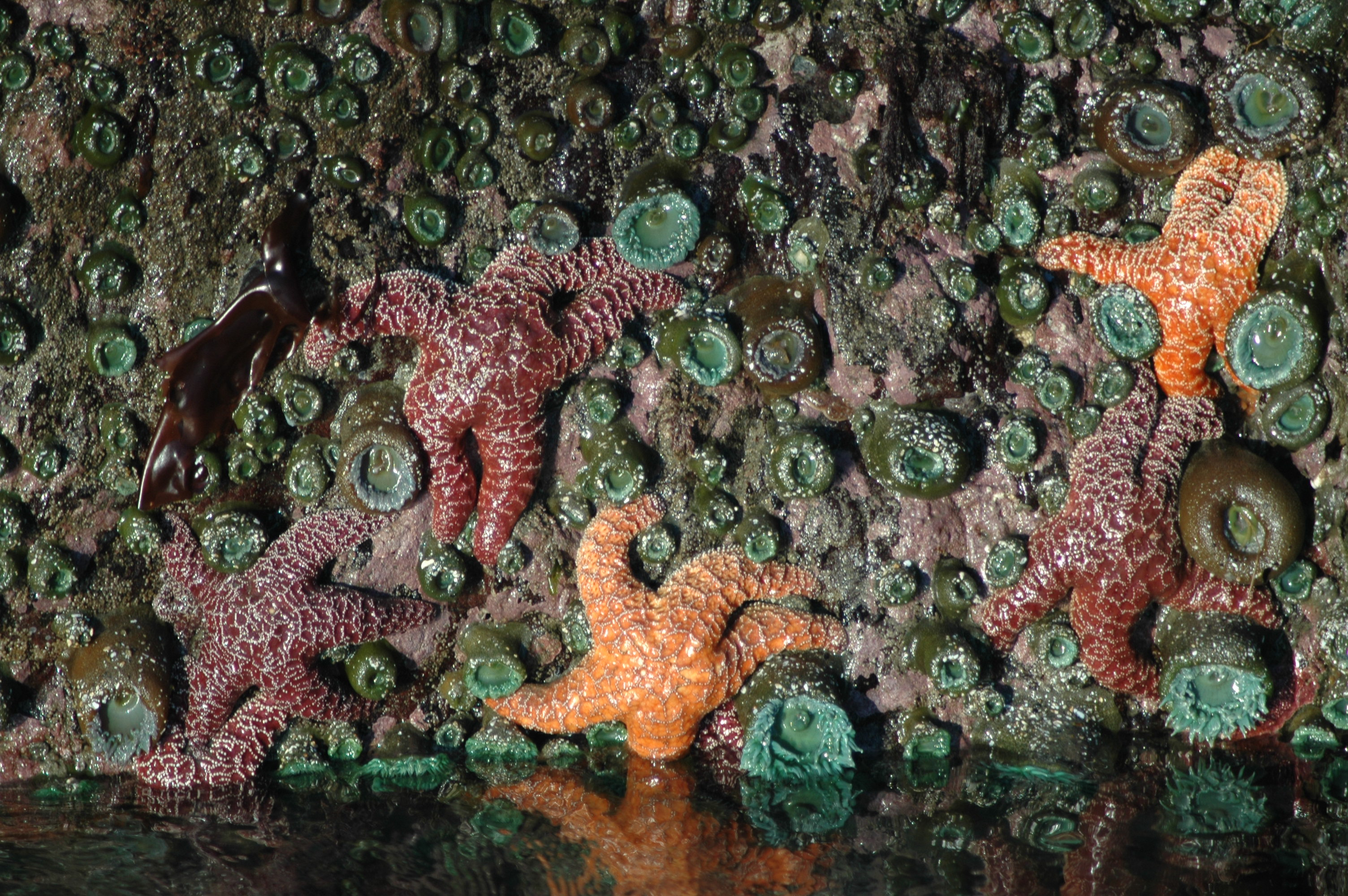
Estrella de mar y anémona de mar en la poza de marea de Bandon Beach

Las pozas de marea, que aparecen con frecuencia a lo largo de las costas rocosas de Oregón, son ecosistemas únicos y contenidos que albergan hasta cientos de especies de animales. Es común ver algas rojas, verdes y marrones. En estas pozas de marea costeras también se pueden encontrar muchas especies de invertebrados, entre los que se incluyen esponjas, anémonas de mar, mejillones, estrellas de mar, lapas, cangrejos, camarones, percebes, erizos de mar y pepinos de mar. El Parque Estatal Sunset Bay, cerca de Coos Bay, y Strawberry Hill, cerca de Yachats, se encuentran entre las mayores colecciones de pozas de marea y son lugares populares para explorarlas.
También son comunes a lo largo de la costa los bosques de algas y los arrecifes rocosos. Ambas áreas albergan gran parte de la vida marina de Oregón, incluidas muchas especies de peces, como numerosas especies de peces roca, peces planos y peces verdes. Debido a que estas áreas proporcionan refugio de las corrientes oceánicas, estas zonas comparten muchas especies de invertebrados con la zona de mareas terrestre. Debido a la rica diversidad de vida, la mayoría de las especies animales a lo largo de la costa de Oregón dependen de estas zonas clave para su supervivencia.

### Aves costeras

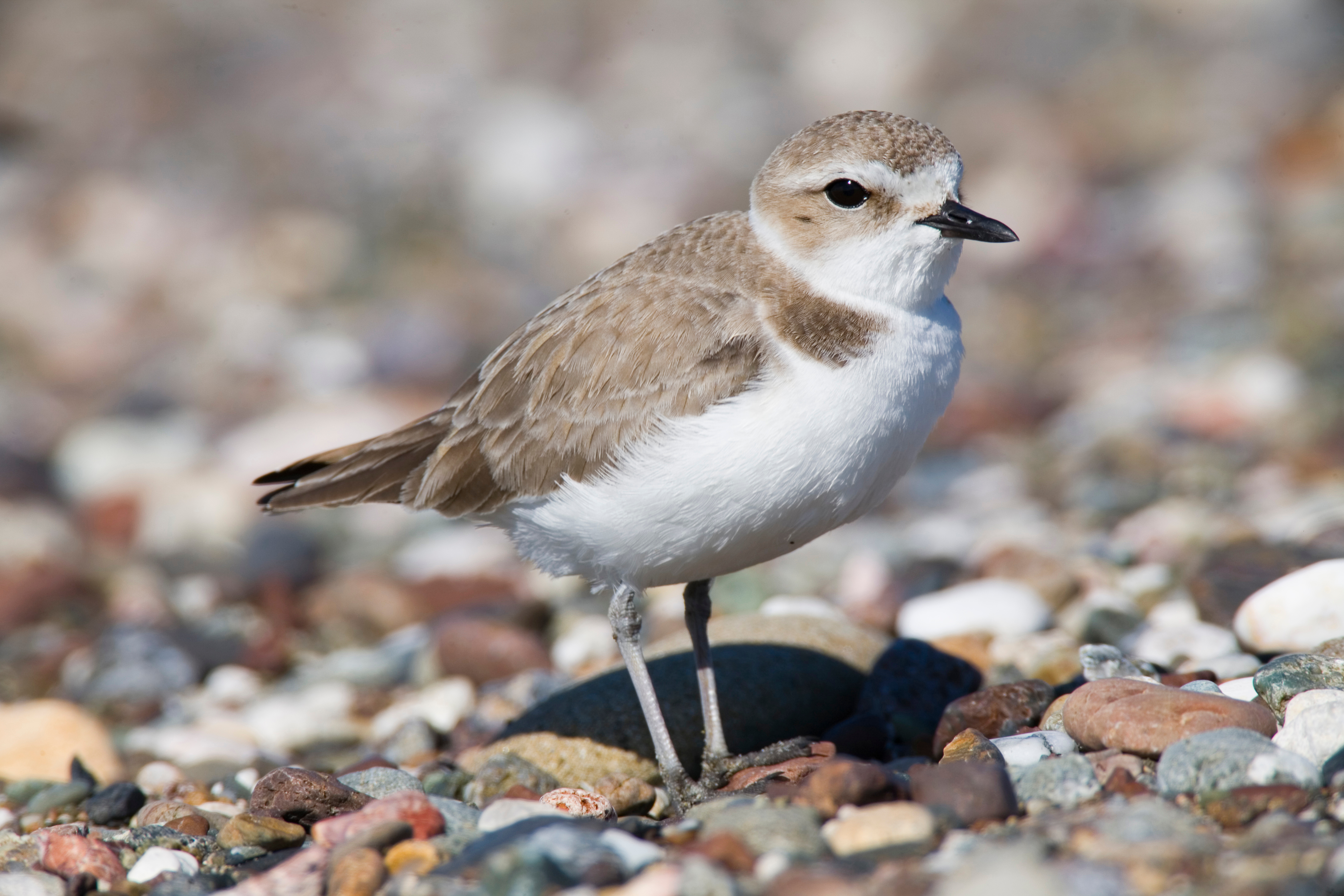
Los chorlitos nevados son comunes a lo largo de la costa de Oregón

Muchas variedades de aves hacen hogar en la costa de Oregón. Debido a la variedad de aves que se encuentran en la zona, la observación de aves es un pasatiempo común en varias localidades. Las aves a lo largo de la costa de Oregón se pueden dividir en cuatro categorías:
- Las aves marinas pasan la mayor parte de su vida en el mar y están adaptadas a la vida oceánica. Algunos incluso duermen en el agua, aunque todos deben regresar a la tierra para poner sus huevos. Su dieta consiste principalmente en peces pequeños, calamares, mariscos y crustáceos. Las especies de aves marinas en la costa de Oregón incluyen el arao común, el frailecillo copetudo, el mérgulo jaspeado, el ostrero negro, los alcéfalos, muchas variedades de cormoranes, la gaviota occidental y la gaviota de alas glaucas.
- Las aves playeras, a diferencia de las aves marinas, no tienen patas palmeadas y pasan su vida en la orilla buscando alimento, comiendo gusanos, larvas de insectos, anfípodos, copépodos, crustáceos y moluscos. Entre los tipos de aves playeras de la costa se encuentran el andarríos occidental y mínimo, el correlimos común, el zarapito trinador, el chorlito nevado semipalmeado y occidental y el chorlito chorlito .
- En la costa viven muchas aves rapaces que se alimentan de pájaros pequeños, roedores y pequeños mamíferos. Entre ellas se incluyen el águila calva, la lechuza común y el águila pescadora.
- Las aves acuáticas también tienen sus hogares en las zonas de agua dulce alrededor de la costa. Estas son las muchas variedades de patos y gansos de la zona.[12]

### Tiburones

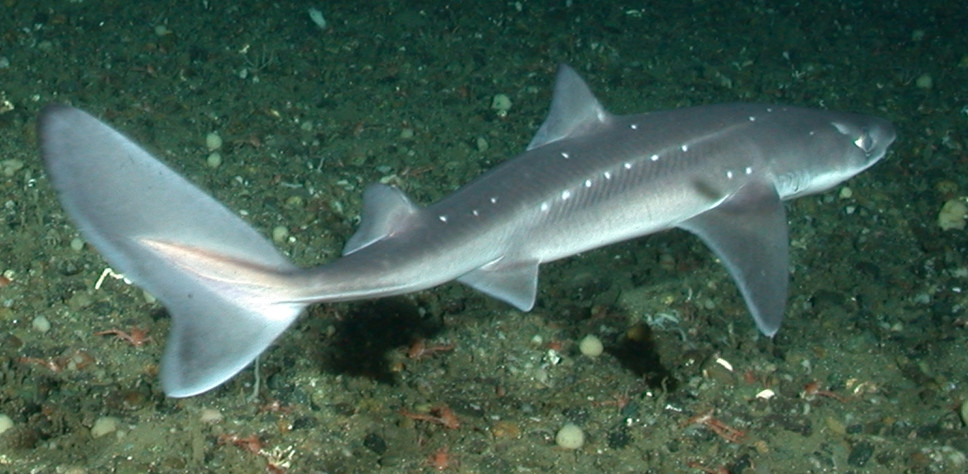
El tiburón espinoso (Squalus acanthias), autóctono de las aguas de la costa del Pacífico

Se sabe que en las aguas costeras de Oregón se encuentran unas 16 especies de tiburones: 
| - Cetorhinus maximus (Tiburón peregrino) - Prionace glauca (Tiburón azul) - Notorynchus cepedianus (Tiburón de siete branquias de hocico ancho) - Apristurus brunneus (Tiburón gato pardo) - Mustelus henlei (Tiburón mulos pardo) solo en la costa sur | - Alopias vulpinus (Tiburón zorro común) - Parmaturus xaniurus (Tiburón gato) solo en la costa central y sur - Triakis semifasciata (Tiburón leopardo) - Apristurus kampae (Tiburón gato de hocico largo) solo en la costa sur - Squatina californica (Tiburón ángel del Pacífico) | - Lamna ditropis (Tiburón salmón) - Isurus oxyrinchus (Tiburón marrajo de aleta corta) - Galeorhinus galeus (Tiburón de aleta sopera) - Squalus acanthias (Pez espinoso) - Galeocerdo cuvier (Tiburón tigre) - Carcharodon carcharias (Tiburón blanco) |

Cada año se reportan una o dos mordeduras de tiburón a humanos a lo largo de la costa de Oregón, en su mayoría barcos y tablas de surf que son degustados. Desde 1900, un total de 25 humanos han sido mordido. Todas las víctimas de Oregón han sobrevivido. El último fue Joseph Tanner, el 10 de octubre de 2016.

## Historia

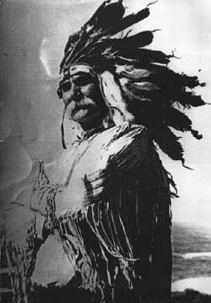
Hoxie Simmons, indio del río Rogue, alrededor de 1870

Los primeros pueblos indígenas llegaron a la región hace unos 11.000 a 13.000 años, probablemente atraídos por los ricos recursos naturales de la zona. Sin embargo, se sabe poco sobre estos primeros pueblos, ya que existen muy pocos sitios arqueológicos anteriores a hace 3.500 años. Con el tiempo, varias tribus y familias lingüísticas se formarían a lo largo de la costa. Los grupos principales incluyeron a Clatsop, Tillamook, Alsea, Siuslaw, Coos y Coquille. Los estilos de vida de estas tribus eran muy similares y a veces estaban interconectados, siendo las diferencias definitorias los idiomas que hablaban. Debido a la abundancia de alimentos en la región, la mayoría de los asentamientos eran permanentes. Muchas de las tribus subsistían principalmente de mariscos como almejas, salmón y focas, así como bayas.

### Exploración europea (1775-1811)
La exploración europea de la costa de Oregón comenzó en el siglo XVIII, cuando los marineros españoles navegaron hacia el norte desde México para explorar y luego reclamar la región, liderados por el explorador Vasco Núñez de Balboa quien reclama todo el Pacífico y las costas en nombre de la Corona española. Sin embargo, la primera expedición registrada a lo largo de la costa noroeste del Pacífico fue dirigida por el español Juan José Pérez Hernández a bordo del balandro Santiago en 1774. Los hallazgos de Pérez se mantuvieron en secreto y gran parte del crédito por sus hallazgos recayó en exploradores posteriores. A la expedición de Pérez le siguió poco después la expedición de 1775 encabezada por Bruno de Heceta y Juan Francisco de la Bodega y Quadra, en la que Pérez sirvió como piloto. Estas exploraciones posteriores condujeron a muchos descubrimientos a lo largo de las costas de Oregón y Washington. Más tarde, Heceta Head recibió el nombre de Bruno de Heceta.
Al mismo tiempo que las expediciones españolas, los marineros británicos también comenzaron a explorar la región, liderados por los exploradores Sir Francis Drake en el siglo XVI y más tarde por James Cook y George Vancouver en el siglo XVIII. Las expediciones británicas hicieron muchos descubrimientos en la región. Drake llamó a la zona Nueva Albion, aunque la ubicación exacta de Nueva Albion sigue siendo un misterio. Vancouver realizaría las exploraciones más extensas de la región durante sus expediciones.
Por su parte, el capitán estadounidense Robert Gray, a bordo del balandro Washington, visitó la costa de Oregón en su viaje de 1788 a la costa oeste de las Américas. En agosto de 1788, Gray intentó entrar en la desembocadura del río Columbia. Sin embargo, Gray encalló accidentalmente el Washington en un banco de arena y el barco fue atacado por nativos, donde un miembro de la tripulación murió y el oficial resultó herido. Gray regresó en 1792 a bordo del Columbia, donde se reunió con el capitán británico Vancouver frente al estrecho de Juan de Fuca. Gray mencionó el río a Vancouver, al que había llamado Columbia. Vancouver desestimó silenciosamente esta afirmación de Gray, pensando que el Columbia era parte del estrecho de Juan de Fuca. Vancouver se mostró reacio a admitir más tarde el descubrimiento correcto del río Columbia por parte de Gray.

#### Expedición de Lewis y Clark
En 1803, con la compra del territorio de Luisiana, el presidente Thomas Jefferson ordenó una expedición a la costa oeste, que fue dirigida por el capitán Meriwether Lewis y William Clark. La expedición de Lewis y Clark llegó a la costa de Oregón a principios del invierno de 1805, donde construyeron el Fuerte Clatsop cerca de la actual Astoria. Durante su estadía en Fort Clatsop, el Cuerpo de Descubrimiento hizo muchas observaciones sobre el paisaje y la vida regional, además de establecer relaciones con los indios Clatsop locales. La expedición inició su viaje de regreso a Washington D. C. en marzo de 1806. La expedición de Lewis y Clark tendría efectos duraderos para el noroeste del Pacífico e inició el asentamiento de la costa oeste de los EE. UU., aunque el asentamiento masivo de la costa de Oregón no llegaría hasta medio siglo después.

### Asentamiento pionero (1811–1859)
Para 1811, los empleados de la empresa Pacific Fur Company de John Jacob Astor establecieron un puesto comercial en la desembocadura del río Columbia y establecieron el primer asentamiento permanente de Estados Unidos: Astoria. Sin embargo, el acuerdo no fue tan rentable como Astor esperaba. Fue vendida a la Compañía Británica del Noroeste en 1812 y pasó a formar parte de su Distrito de Columbia. En 1838, Charles Wilkes, encargado por el Congreso de Estados Unidos, desembarcó en la costa de Oregón e izó la bandera estadounidense. Las reclamaciones británicas se perdieron lentamente con el creciente número de pioneros que viajaban a Oregón a lo largo de la Ruta de Oregón. Ocho años más tarde se firmó el Tratado de Oregón con Gran Bretaña, poniendo fin a las reclamaciones británicos sobre Oregón y la costa de Oregón.

### 1860-presente
Después de que el territorio de Oregón alcanzó la condición de estado en 1859 y se completaron los ferrocarriles a lo largo de la Cordillera Costera, el desarrollo agrario de la tierra comenzó rápidamente a lo largo de muchas de las bahías y ríos de la costa. La tala y la pesca comercial se convirtieron en las principales industrias de la costa. Se construyeron varios puertos para facilitar ambas industrias. En 1870 se construyó el primer faro en Cabo Blanco. Siguieron luego el faro de la bahía de Yaquina y el faro de Yaquina Head, en 1871 y 1873, respectivamente. El último faro operado por la Guardia Costera, el faro de Cabo Arago, se construyó en 1934.
En 1874, la Junta de Tierras del Estado de Oregón comenzó a vender tierras de marea públicas a propietarios privados. Pronto se construyeron complejos turísticos a lo largo de las playas en ciudades como Seaside, Newport y Rockaway Beach. Con la finalización de las obras ferroviarias en los principales centros de población del valle de Willamette, se iniciaron los inicios del turismo a lo largo de la costa. 
En 1911, el gobernador Oswald West fue elegido con la promesa de recuperar las playas de Oregón como tierras públicas. Aunque la legislatura del estado favoreció la privatización de estas tierras, West pudo argumentar a favor de la propiedad pública basándose en la necesidad de transporte, y en 1913, la legislatura de Oregón declaró toda la longitud de la costa oceánica desde el rio Columbia hasta California como carretera estatal. Los legisladores también crearon la Comisión de Carreteras Estatales, que inició la construcción de la Ruta 101 a lo largo de la costa. El Departamento de Parques y Recreación, una rama de la comisión de carreteras, compró terrenos para 36 parques estatales a lo largo de la carretera costera, un promedio de uno cada 10 millas (16,1 km). Con la finalización del sistema de autopistas y parques, el turismo costero se disparó. En los últimos años se ha producido una caída tanto en la industria pesquera como en la pesquera, debido principalmente a los cambios en la economía estadounidense, así como a los cambios en las regulaciones que regulan la cosecha de pescado y madera.

#### Proyecto de ley de playas de Oregón de 1967
La reclamación de tierras públicas de Oregón fue finalmente impugnada en 1966, cuando el propietario de un motel cercó una zona de playa para el uso privado de sus huéspedes. En respuesta a las quejas de los ciudadanos, los legisladores estatales presentaron el Proyecto de Ley de Playas de Oregon, que propone restablecer el estatus de las playas como tierras públicas. Las posible restricción sobre los derechos de propiedad privada amenazaron la aprobación de este proyecto de ley. En respuesta, el entonces gobernador Tom McCall organizó un dramático evento mediático el 13 de mayo de 1967, enviando dos helicópteros a la playa con un equipo de topógrafos y científicos. La cobertura mediática que siguió dio lugar a una abrumadora demanda pública del proyecto de ley, que fue aprobado y firmado por McCall el 6 de julio de 1967.
Este proyecto de ley de playas declara que toda "arena mojada" dentro de 16 pies (4,9 m) verticales de la línea de marea baja pertenecen al estado de Oregon. Además, reconoce servidumbres públicas de todas las áreas de playa hasta la línea de vegetación, independientemente de los derechos de propiedad subyacentes. El público fue garantizado uso libre e ininterrumpido de las playas, y los propietarios de patrimonios a lo large de la costa están obligados a solicitar permisos estatales para construcción y para otros usos de la costa del océano.Si bien algunas partes de la playa siguen siendo de propiedad privada, los tribunales estatales y federales han confirmado el derecho de Oregón a regular el desarrollo de esas tierras y preservar el acceso público. 

## Turismo

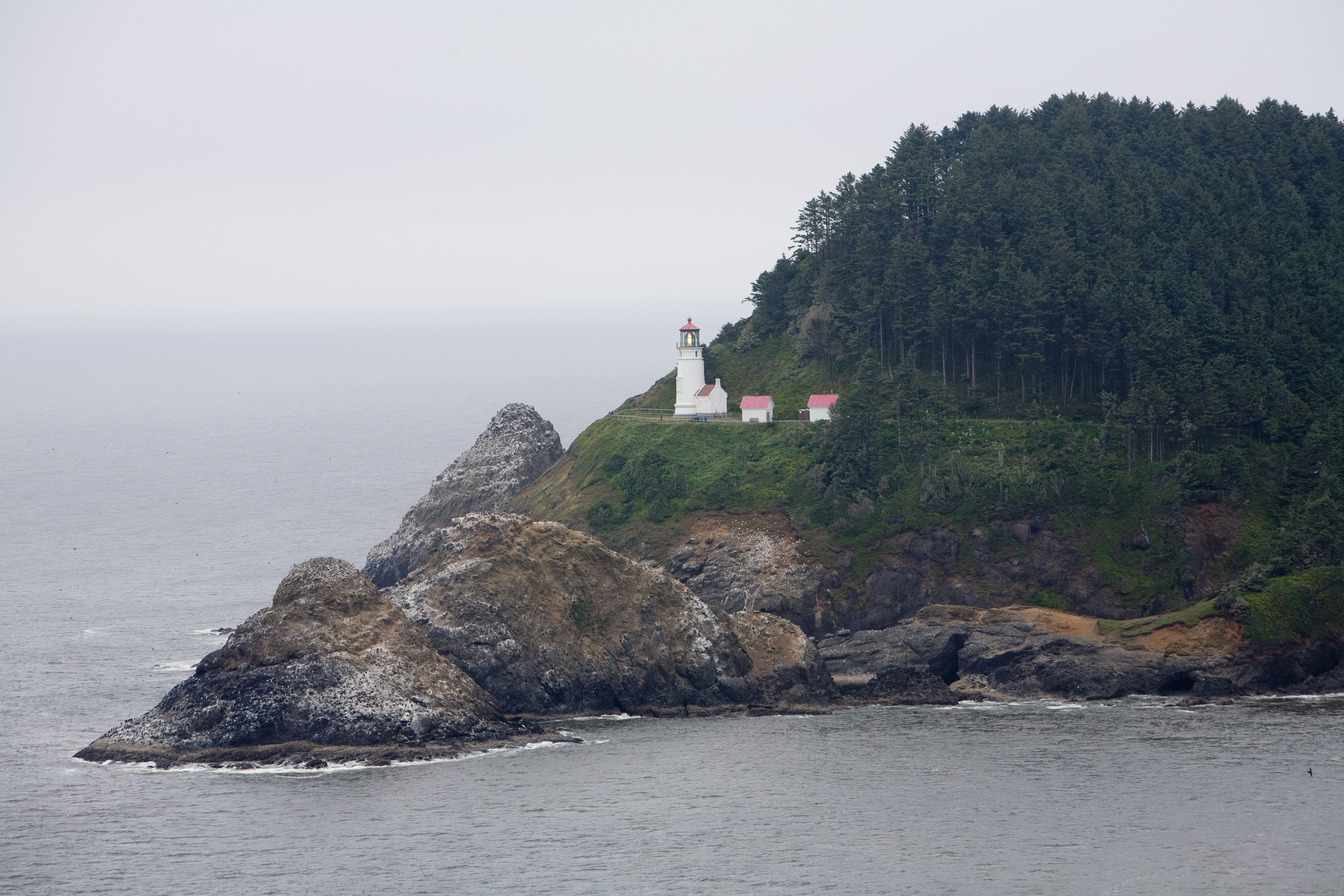
Faro de Heceta Head cerca de Florence

Debido a sus paisajes, vida silvestre y su rica historia, la costa de Oregón es un destino turístico popular. Ellsenderismo, la pesca deportiva, el ciclismo, vuelo de cometas, buceo, el surf, el sandboarding y navegación son actividades comunes para los visitantes turísticos. Las áreas históricas, como Fort Clatsop, Battle Rock y los faros de Oregón, son sitios populares para los visitantes. La costa de Oregón también es conocida por sus áreas anturales pintorescas, como Cabo Perpetua, Cabo Blanco y Cabo Arago. Asimismo, cada región de la costa tiene sus propios atractivos, como la Columna Astoria en Astoria, el Acuario de la Costa de Oregón en Newport y el Monte Emily en las afueras de Brookings. El aeropuerto comercial de la Costa Sur  es el Aeropuerto Regional del Suroeste de Oregón en North Bend  y la Costa Central cuenta con el servicio del Aeropuerto Municipal de Newport .

### Playas

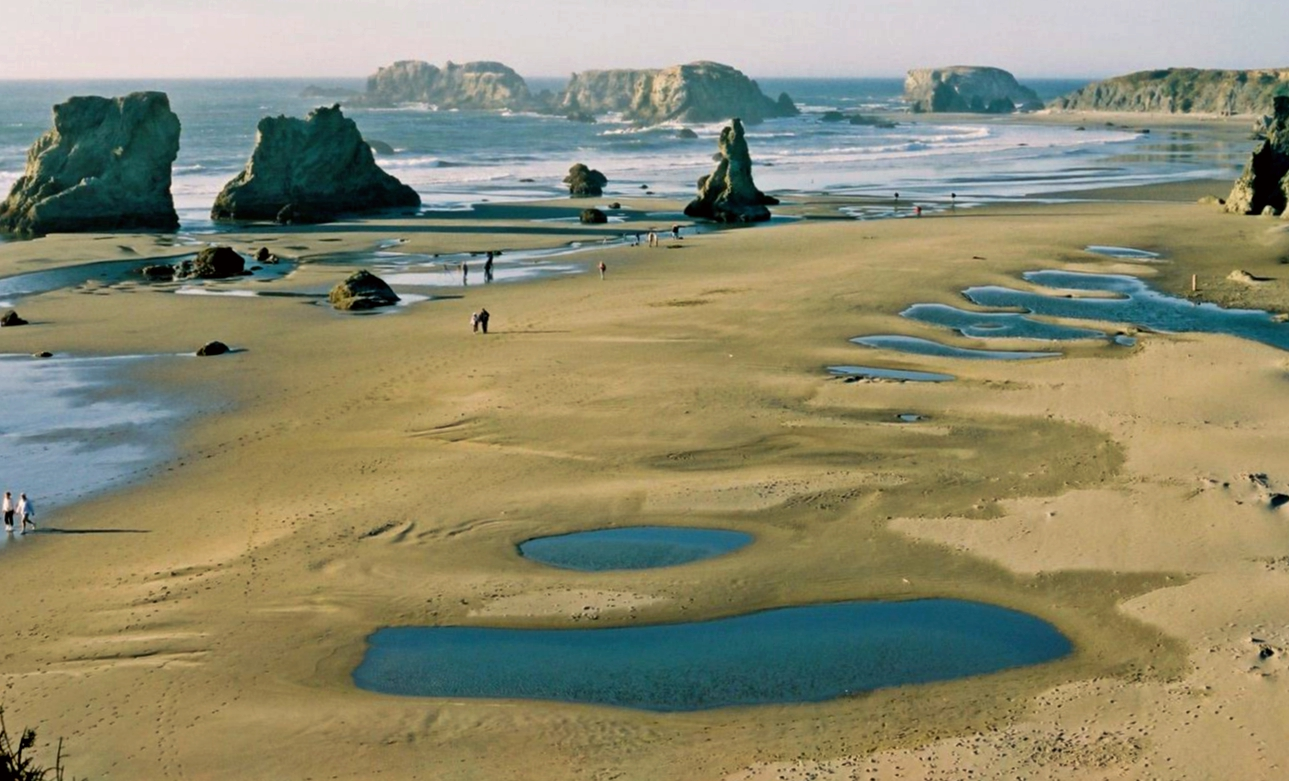
Playa Bandon

Las playas de Oregón son destinos populares para los visitantes turísticos. Montar a caballo, buscar almejas y hacer surf son actividades populares. Algunas playas son sede de eventos como el Torneo de Voleibol de Playa de Seaside, la meta de la carrera Hood to Coast, y la búsqueda de carrozas de vidrio de Lincoln City. Debido a los numerosos promontorios que hay a lo largo de la costa de Oregón, las playas varían en longitud desde decenas de millas hasta menos de un cuarto de milla. Aunque es menos común, la pesca de surf también se realiza en algunas secciones de la playa. No todas las playas de Oregón son playas de arena. Algunas playas también se están reduciendo, debido en parte a las interacciones humanas y en parte a especies de plantas invasoras como la hierba playera europea . 

### Faros

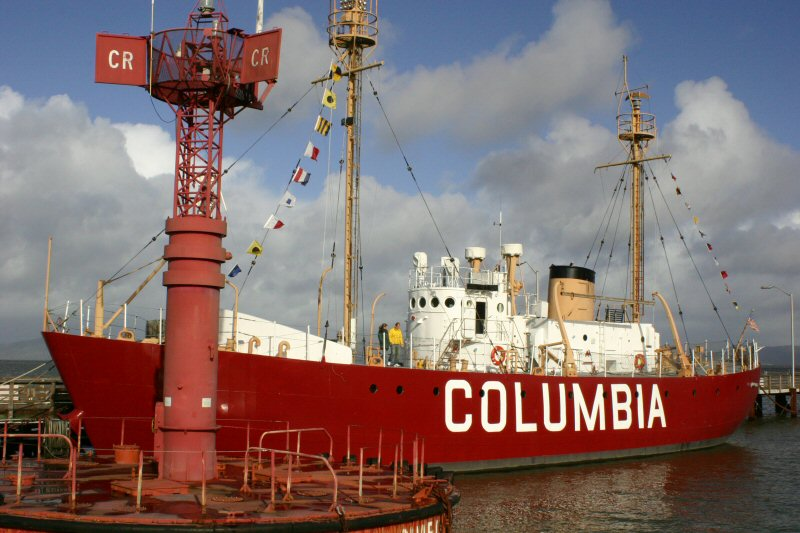
Buque faro estadounidense Columbia (WLV-604)

Otro destino popular para los visitantes son los faros históricos de Oregón, la mayoría de los cuales datan de antes de 1900. Debido a que tradicionalmente se ha considerado que las costas de Oregón y Washington están entre los mares más peligrosos del mundo, se construyeron varios faros y un barco faro para ayudar a los marineros en su navegación. De los 12 faros originales, nueve todavía están en uso. En los últimos años se han construido dos faroles privados, Pelican Bay Light y Cleft of the Rock Light, con permiso de la Guardia Costera. Ambos faros, junto con el faro de Cabo Arago, son de propiedad privada.

### Actividades al aire libre

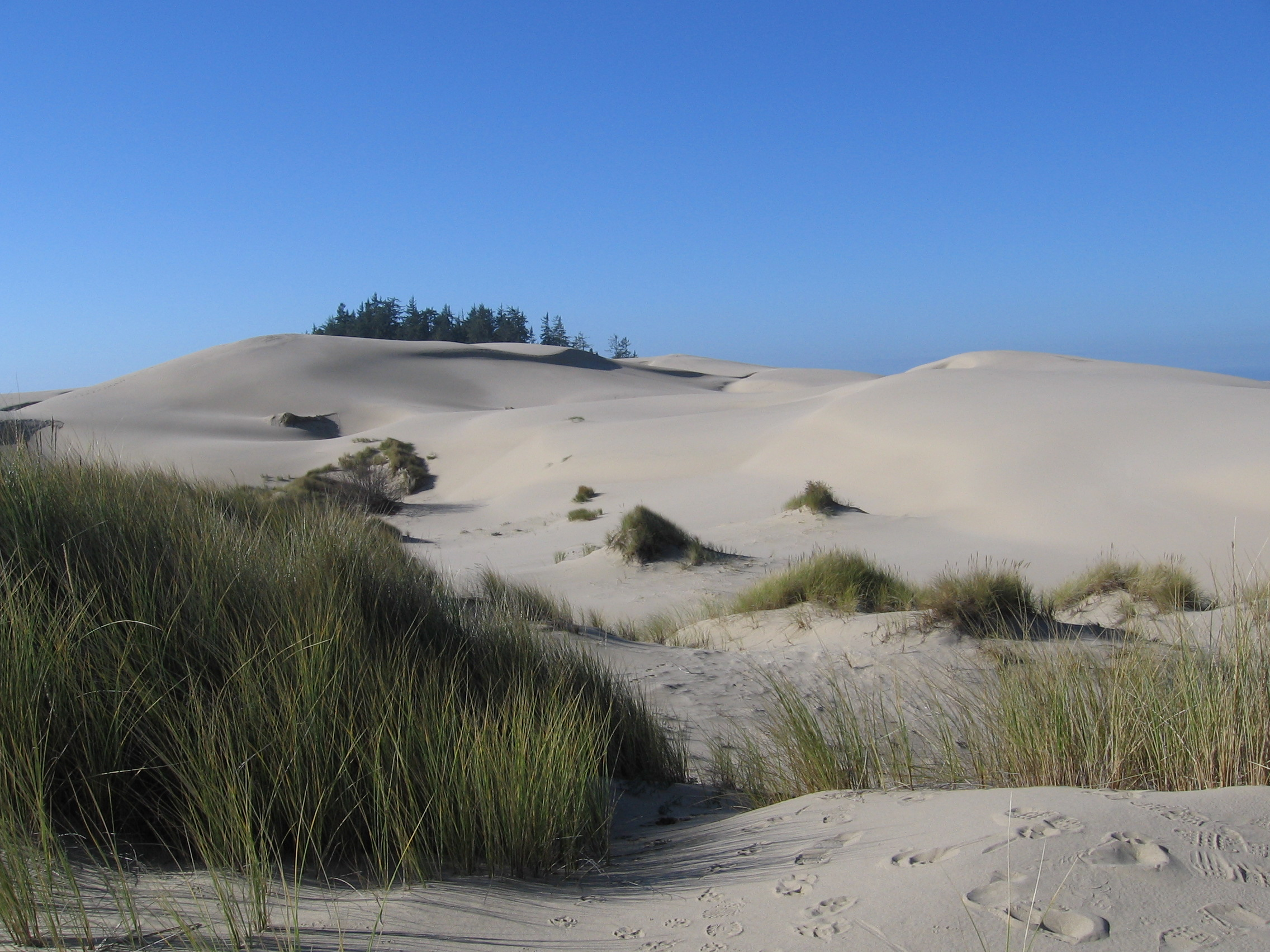
Área recreativa nacional de las dunas de Oregón

La costa de Oregón también alberga muchas actividades recreativas naturales. El senderismo, la acampada, la pesca deportiva y el ciclismo son las actividades más comunes y omnipresentes en la costa de Oregón. La pesca deportiva ha sido tradicionalmente la principal actividad recreativa al aire libre a lo largo de la costa de Oregón y es una industria de gran importancia en varias de las ciudades portuarias de Oregón, especialmente Astoria, Newport y Coos Bay. Debido a esto, Oregón tiene regulaciones estrictas respecto a la recolección de peces para pesca deportiva.Los barcos de alquiler suelen llevar a grupos a excursiones de pesca de medio día o de día completo en busca de salmón Chinook, salmón coho y fletán del Pacífico.
En toda la región costera del estado se llevan a cabo otras actividades, muchas de las cuales son más localizadas que otras, y varias de ellas tienen lugar en el Área Recreativa Nacional de las Dunas de Oregón . Los más comunes son los vehículos todoterreno y el sandboard. Existen muchas tiendas de alquiler de equipos y tiendas especializadas para atender estas actividades. Montar a caballo también es un pasatiempo común en muchas playas y dunas de la costa, y existen varias rutas ecuestres en los bosques cercanos.
El surf y el bodyboard son deportes comunes en las playas de la costa de Oregón. Ambos ocurren casi todo el año, independientemente del clima o la temperatura del agua.
La costa de Oregón alberga varios campos de golf. Entre ellos se encuentra Bandon Dunes, clasificado por Golf Digest como el sexto mejor campo de golf público de los EE. UU. en 2015/2016,un aumento del séptimo lugar en 2009.

### Sitios históricos
La costa de Oregón se ve salpicada por numerosos sitios históricos. El más destacado es el de Fort Clatsop, en las afueras de Astoria, que fue el sitio de la estancia de invierno de las expediciones de Lewis y Clark en la costa de Oregón entre 1805 y 1806. Otro sitio es el vecino Peter Iredale, que encalló en Clatsop Spit 100 años después, en septiembre de 1906. Sin embargo, con el paso del tiempo el deterioro ha destruido gran parte del barco original. Actualmente sólo queda una pequeña porción sobre la arena. Ambos forman parte del Parque Histórico Nacional Lewis y Clark junto con Fort Stevens .
Más al sur de Tillamook se encuentra el Museo Aéreo de Tillamook, ubicado en uno de dos antiguos hangares de dirigibles militares de la antigua Estación Aérea Naval de Tillamook. La estructura era conocida originalmente como "Hangar B" y era parte de un par de hangares construidos por la Marina de los EE. UU. en 1942.El "Hangar A" fue destruido por un incendio en 1992. Sin embargo, los pilotes de hormigón que sostenían en pie las enormes puertas del hangar todavía siguen visibles.
Justo al sur de Cabo Arago, hay varios parques que antiguamente eran la ubicación de los primeros colonos, así como el antiguo Sendero de los Siete Diablos. Los colonos finalmente abandonaron sus reclamos a favor de vivir más cerca de los pueblos y ciudades rurales vecinos. Hoy en día, no queda nada de estas pequeñas granjas y ranchos, aunque varios parques estatales marcan su ubicación original. Al sur de Cabo Blanco se encuentra la Casa Patrick Hughes . La Casa Hughes ahora es parte del Parque Estatal de Cape Blanco .

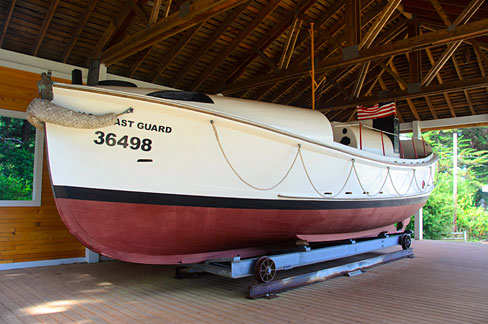
Bote salvavidas de la Guardia Costera de EE. UU. en el parque estatal Port Orford Heads

Justo al sur de Cape Blanco se encuentra el famoso Battle Rock, ubicado en Port Orford, que fue el sitio de una importante batalla entre los nativos locales y los miembros de una expedición de 1851 dirigida por el capitán William Tichenor destacado en el estado para comenzar la construcción del ferrocarril. Hoy en día, los turistas pueden escalar Battle Rock, aunque no se recomienda hacerlo porque la escalada frecuente ha comenzado a erosionar el farallón de arenisca. También en Port Orford se encuentra el Parque Estatal Port Orford Heads, que es la ubicación de la estación original de botes salvavidas de la Guardia Costera. La estación es ahora un museo de la estación histórica y de la historia marítima, incluido el ataque aéreo de Lookout de 1942.
Finalmente, Oregón tiene la distinción de ser el único estado de EE. UU. (Hawái y Alaska no alcanzaron la condición de estado hasta 1959) que recibió acciones hostiles durante la Segunda Guerra Mundial.
El primer ataque, que tuvo lugar la noche del 21 de junio de 1942, ocurrió en Fort Stevens cuando un submarino japonés I-25 emergió de la costa y disparó 17 tiros contra el fuerte. Fort Stevens no sufrió daños en el ataque. El segundo ataque tuvo lugar dos meses después, cuando el submarino I-25 emergió frente a Cabo Blanco, la noche del 9 de septiembre de 1942. Lanzando un pequeño hidroavión "Glen", y usando el faro de Cabo Blanco como guía, el piloto Nobuo Fujita y el copiloto Okuda Shoji lanzaron una serie de bombas incendiarias en los bosques del Monte Emily con la intención de provocar varios incendios forestales en la zona. Aunque los incendios no se convirtieron en los grandes infiernos que los japoneses pretendían, el lugar de la bomba está ahora en el Registro Nacional de Lugares Históricos como el Sitio de Bombardeo Japonés de Wheeler Ridge.  Fujita regresó en 1962 y donó la espada de 400 años de su familia a la ciudad de Brookings. Fue nombrado ciudadano honorario de Brookings días antes de su muerte en septiembre de 1997. Su espada está ahora en exhibición en la Biblioteca Pública Brookings.

## Economía
La costa es el principal destino turístico de Oregón. A mediados de la década de 1980, la economía de la costa dependía de sus recursos naturales. Las limitaciones impuestas a la tala y a la pesca provocaron un mayor declive. A partir de finales de la década de 2000, el turismo y la llegada de ciudadanos jubilados han proporcionado crecimiento económico.  En 2006, aproximadamente 210.000 personas vivían en la costa de Oregón. La economía todavía depende de los recursos naturales, pero las mayores contribuciones al ingreso personal se basan en la jubilación y son “no identificadas”. Las tres principales industrias son la madera, la pesca y el turismo. La costa es más pobre que el promedio estatal, con un ingreso per cápita promedio de $24,112 frente a $32,812. 

## Galería

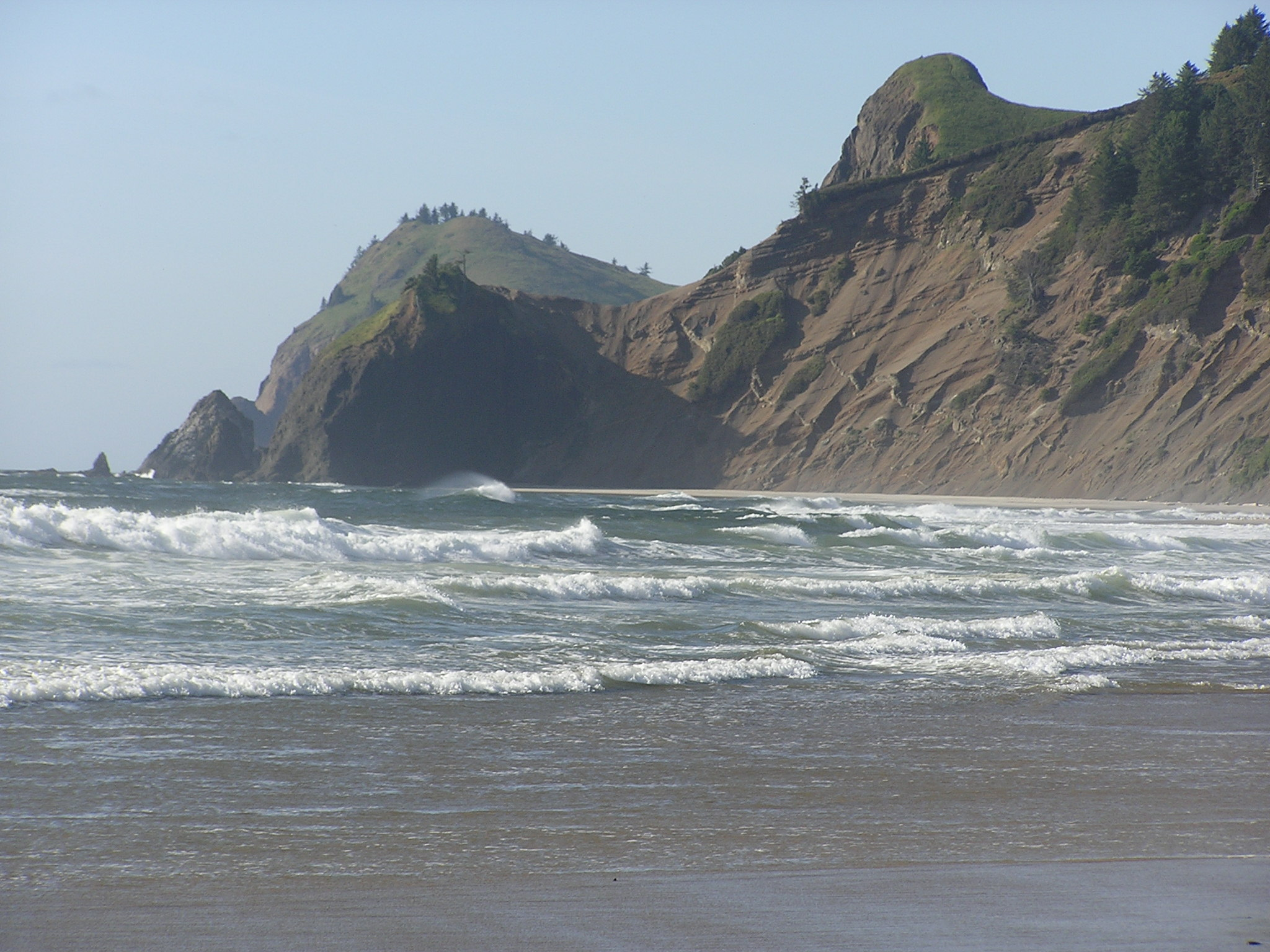
Sitio de recreación estatal Roads End, Lincoln City
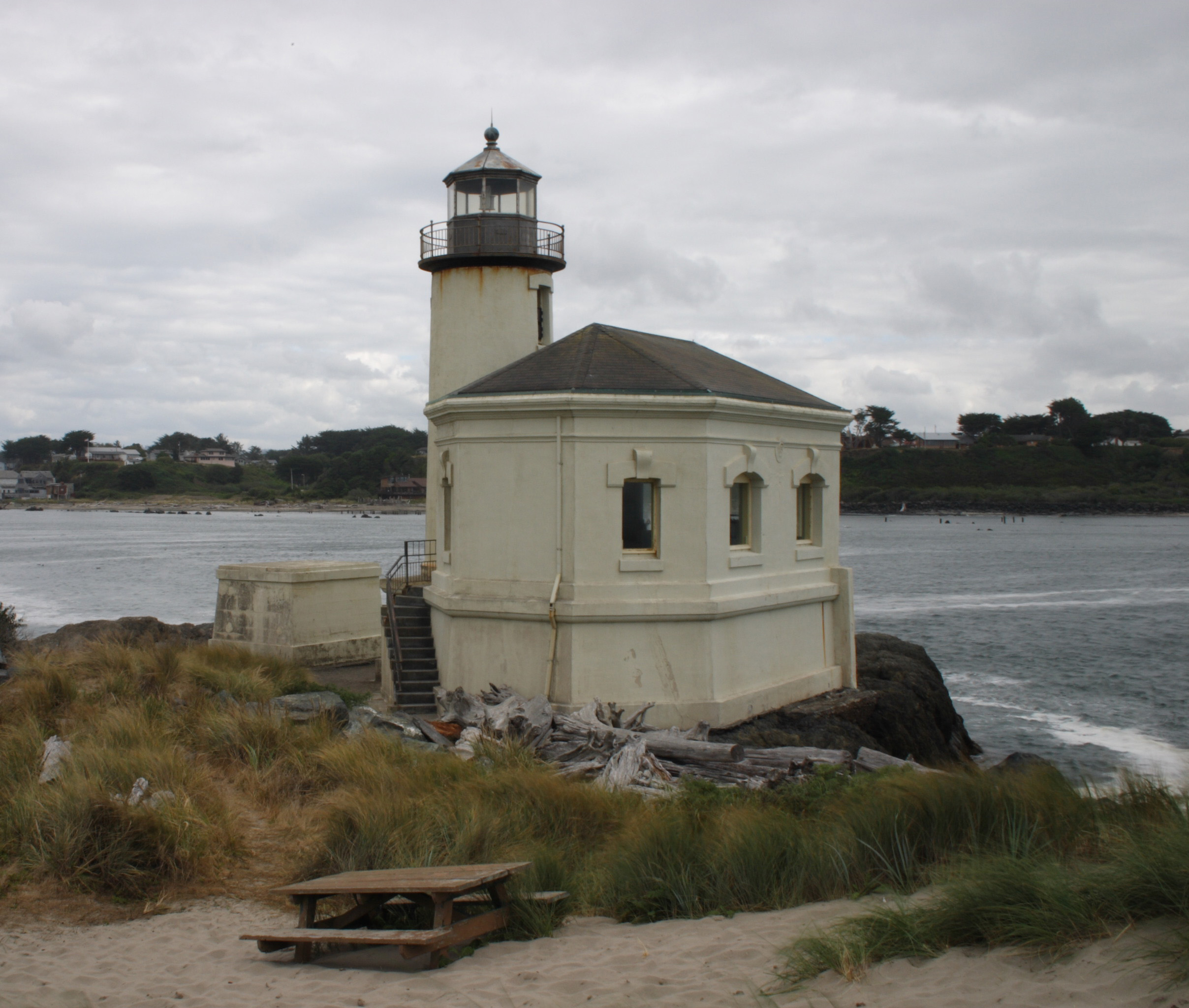
Faro del río Coquille
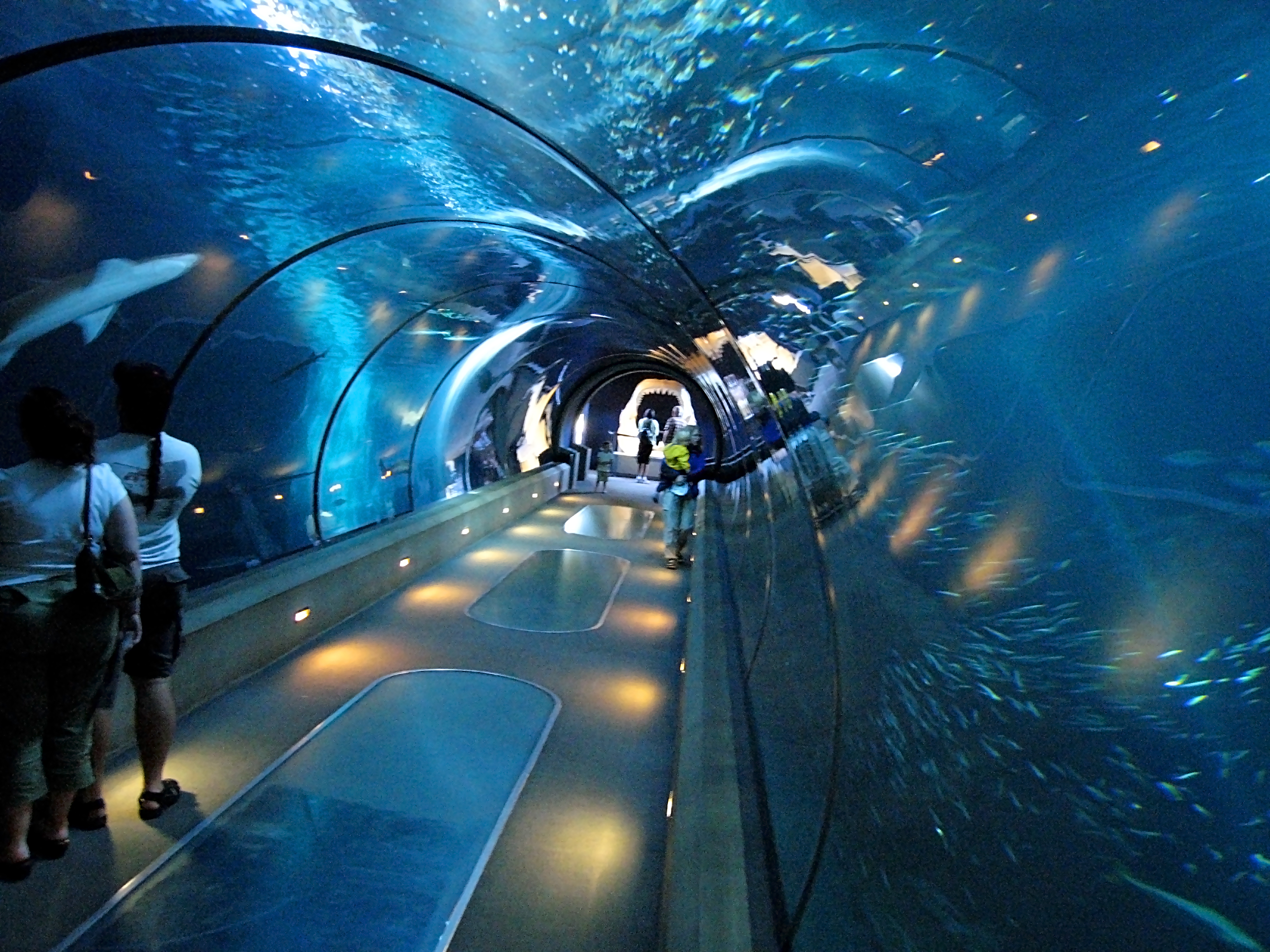
Túnel de observación en el Oregon Coast Aquarium
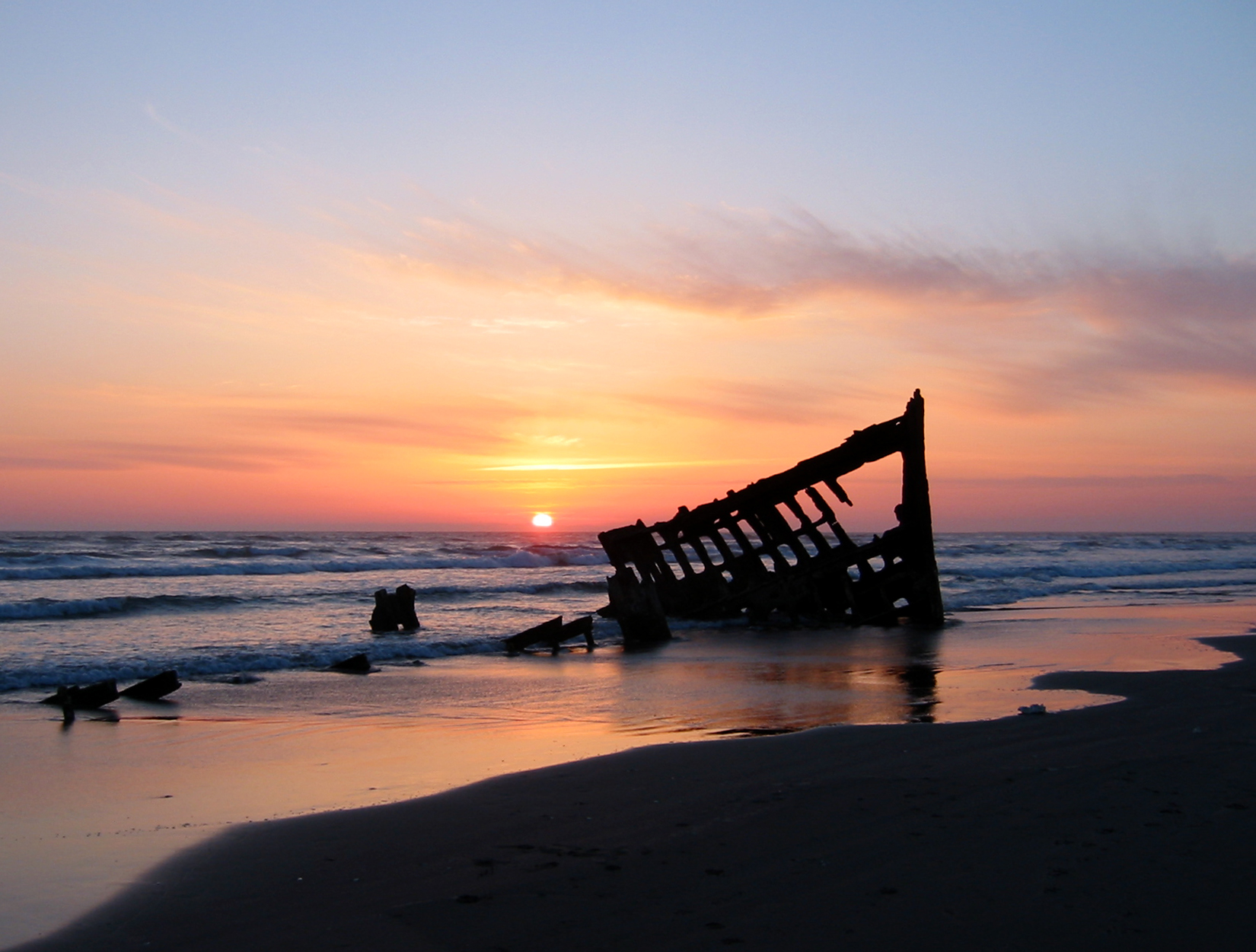
Restos del Peter Iredale
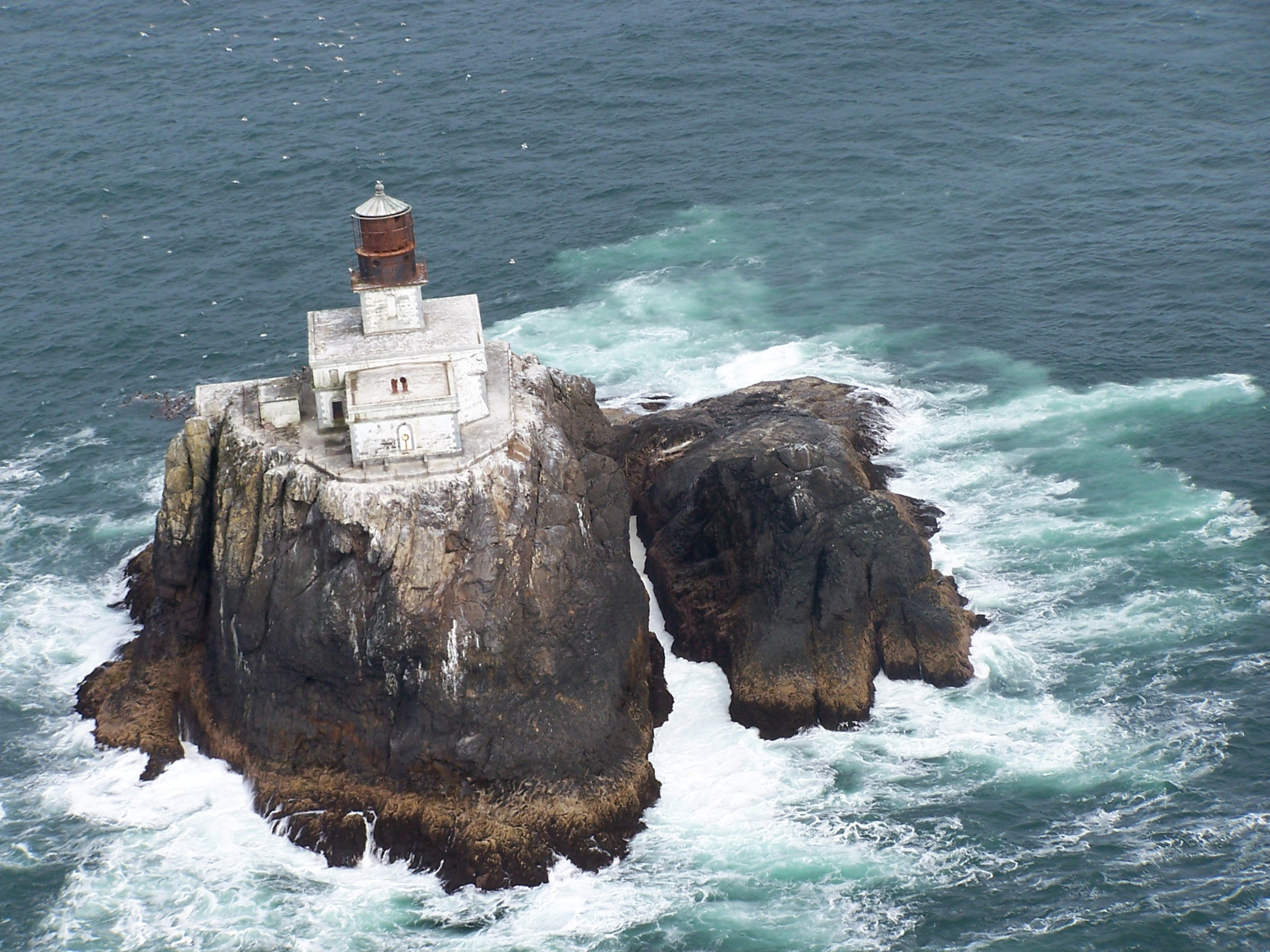
Tillamook Rock Light, también conocido como Terrible Tilly
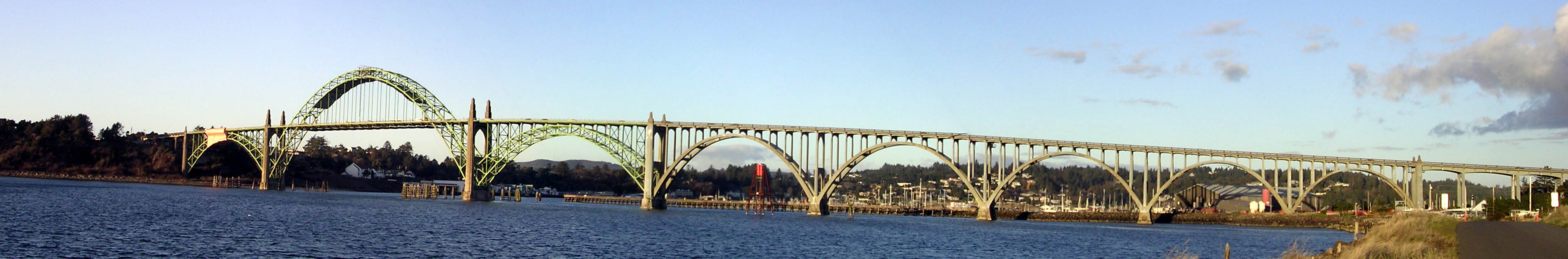
Puente de la bahía de Yaquina
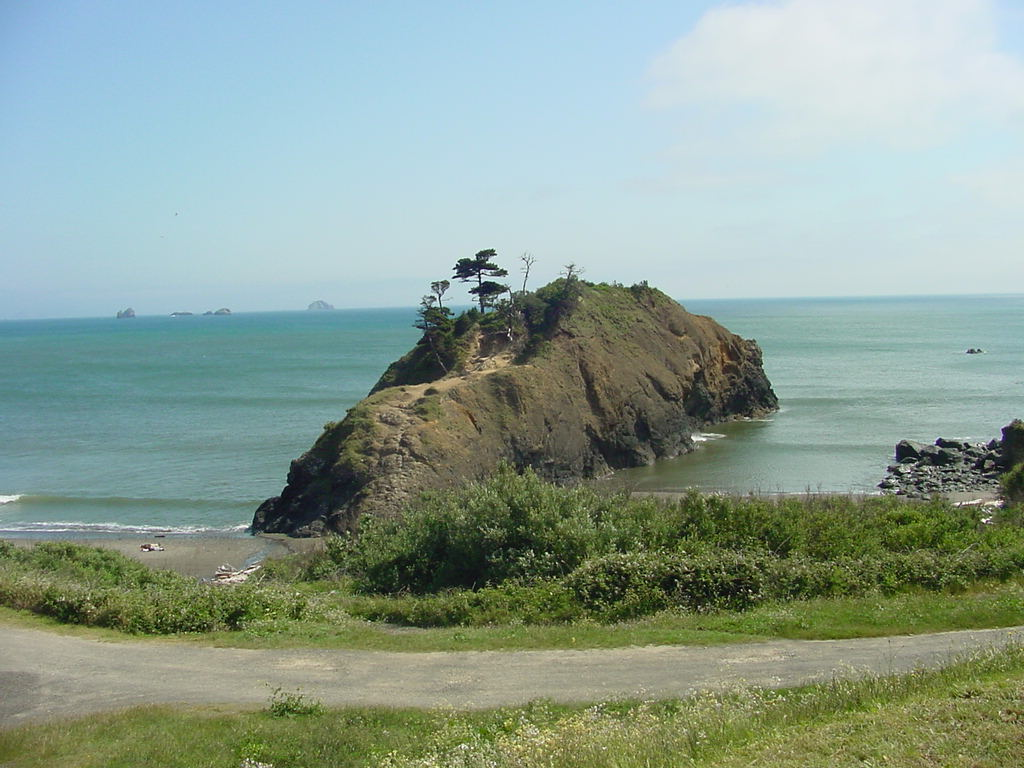
Roca de batalla, Port Orford
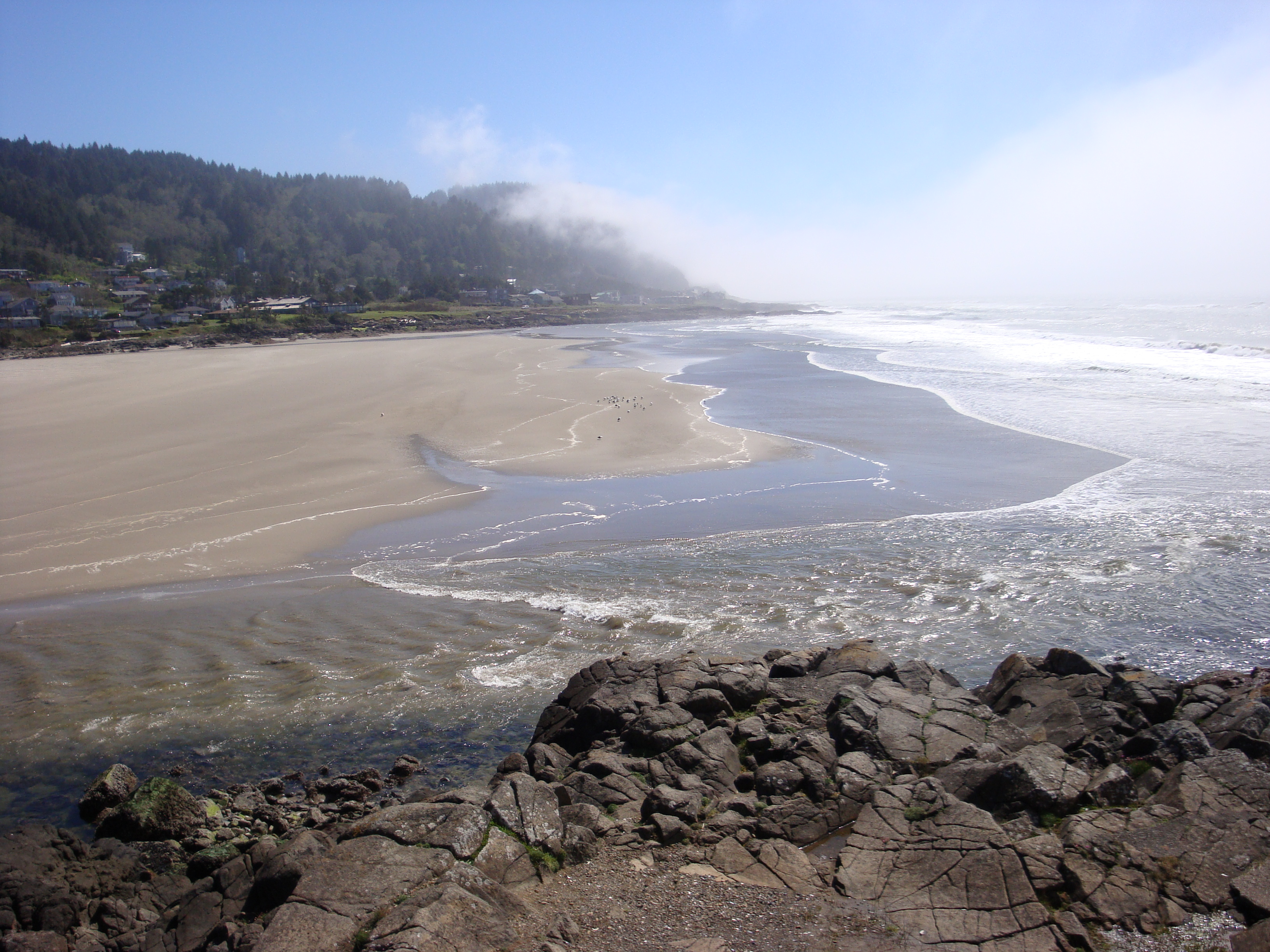
Playa y estuario en Yachats
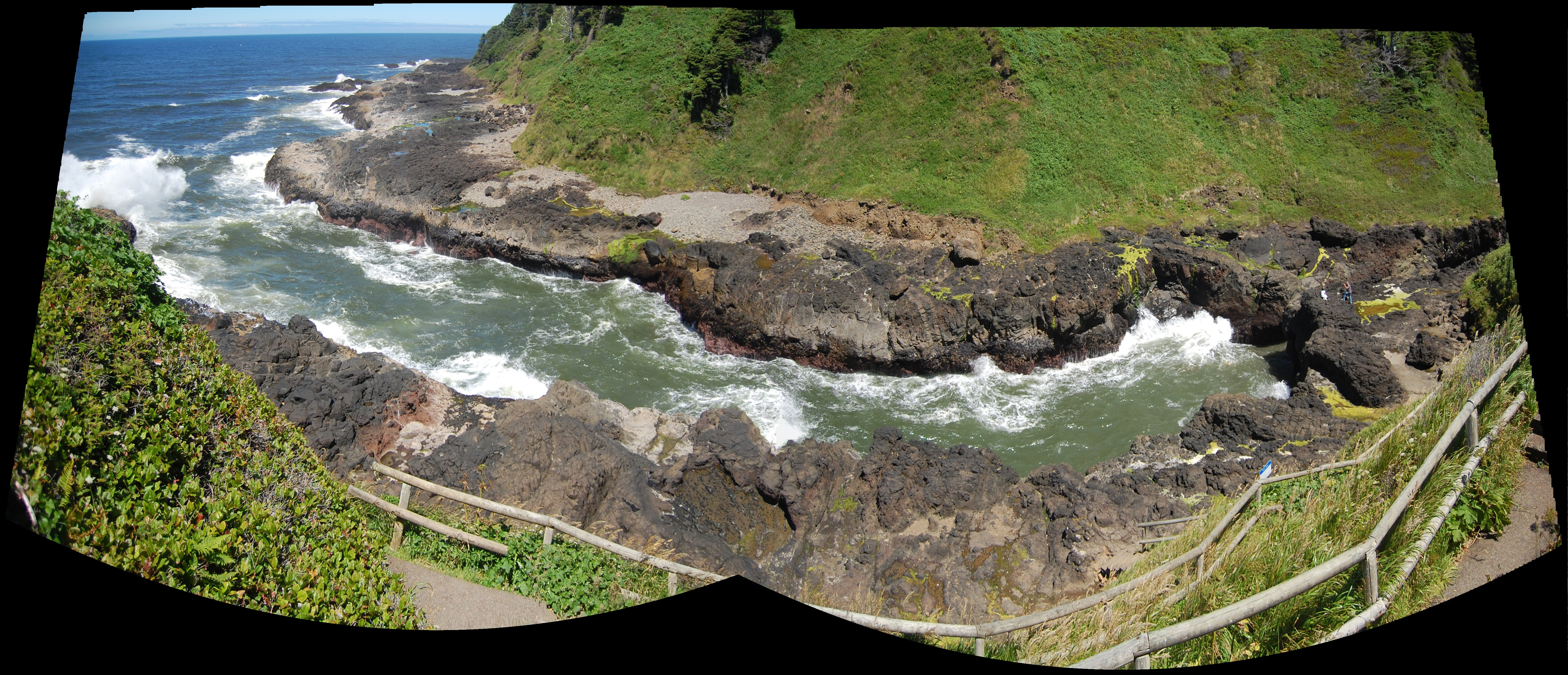
Devil's Churn, cerca de Cabo Perpetua, al sur de Yachats
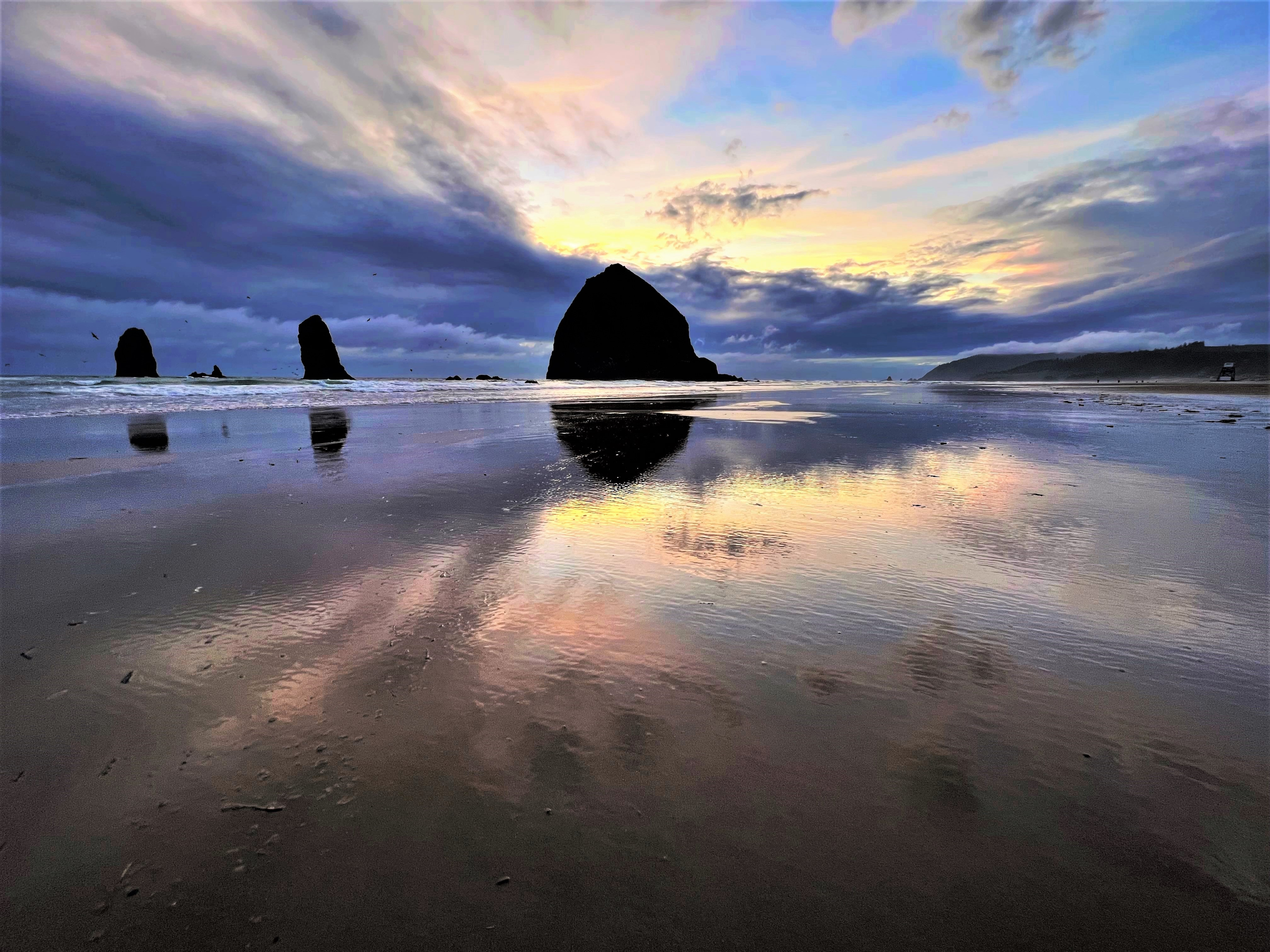
Atardecer en Cannon Beach